# Braço do Norte
Braço do Norte é um município brasileiro, localizado no sul do estado de Santa Catarina, a 75 m de altitude. Pertencente à mesorregião do Sul Catarinense e microrregião de Tubarão, localiza-se ao sul de Florianópolis, capital estadual, distando desta cerca de 173 km. Ocupa uma área de 212,045 km², tendo uma população de 34 294 habitantes, segundo estimativa 2021 do Instituto Brasileiro de Geografia e Estatística, sendo então o 42º mais populoso de Santa Catarina e o quarto de sua microrregião. A cidade é banhada pelo rio Braço do Norte.
Os primeiros moradores a fixarem-se na região, ao longo do rio Braço do Norte, entre a Barra do Norte e o atual centro de Braço do Norte, estabeleceram-se oficialmente em 1873, guiados pelo padre Guilherme Roer. Fundaram a Colônia Espontânea do Braço do Norte.
Braço do Norte foi desmembrado de Tubarão em 1955. De Braço do Norte foram desmembrados:
- Rio Fortuna, em 21 de junho de 1958 (67 anos)
  - Santa Rosa de Lima, em 10 de maio de 1962 (63 anos)
- São Ludgero, em 12 de junho de 1962 (63 anos)

O centro de Braço do Norte localiza-se principalmente entre e no entorno das praças Padre Roer e Coronel Collaço.

## Toponímia

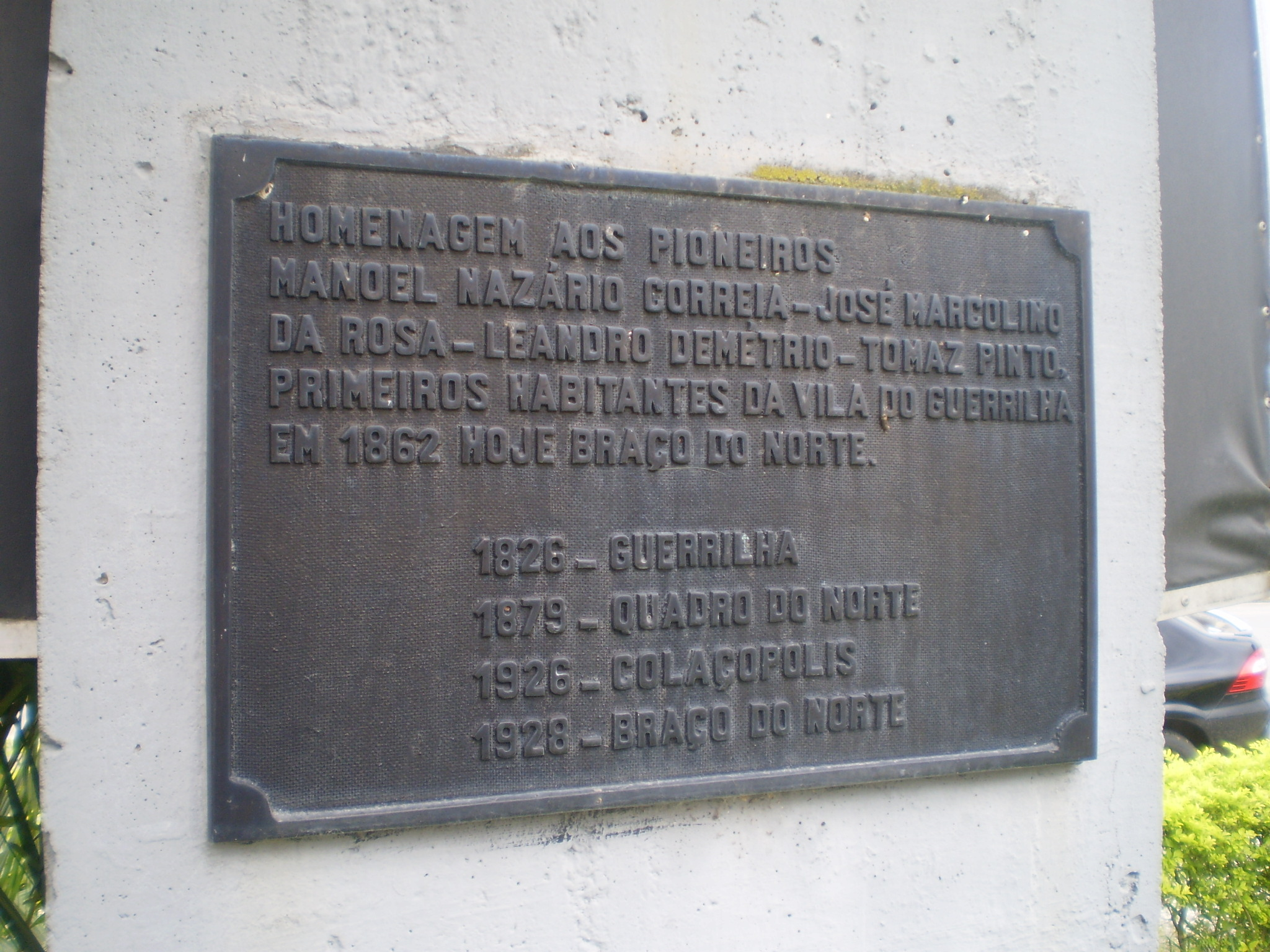
Placa comemorativa, Praça Coronel Collaço. A data correta é 1862, não 1826!

A origem do topônimo Braço do Norte provém da época da conquista de terras a montante do rio Tubarão após a ocupação do atual centro da cidade de Tubarão, quando os desbravadores encontraram a foz do atual rio Braço do Norte no rio Tubarão, braço fluindo do norte geográfico, no atual distrito de Barra do Norte pertencente ao município de São Ludgero. A partir do início do século XIX, com a subsequente abertura de caminhos para Lages por tropeiros serranos, quando Lages foi integrada à Capitania de Santa Catarina em 1820, um desses caminhos foi a estrada da Serra do Imaruí, partindo do rio Tubarão em sentido norte e margeando o rio Braço do Norte passando em Braço do Norte no atual bairro Lado da União, onde Guerrilha instalou uma pousada destinada aos tropeiros.
O atual município de Braço do Norte, a primeira colonização alemã no litoral sul de Santa Catarina, teve diferentes denominações, oficiais ou não:
- Guerrilha, devido ao posseiro José Mariano Guerrilha (1839);
- Quadro do Norte, devido ao formato de suas quadras, projeto do agrimensor Carlos Othon Schlappal, que projetou as largas ruas do centro, quando somente cargueiros (animais de carga, cavalos e muares) conseguiam transitar até o porto de Gravatal (1879). Os colonos estabelecidos em Braço do Norte, acompanhados pelo padre Guilherme Roer, estabeleceram-se onde está situado atualmente o centro de São Ludgero;
- Collaçópolis, devido ao Coronel Collaço, de acordo com lei do ano 1926;
- Braço do Norte, denominação definitiva fixada por lei do ano 1928.

| Guerrilha | Quadro do Norte | Collaçópolis | Braço do Norte |

## Primitivos habitantes: os bugres
Os índios das matas do vale do Braço do Norte não eram carijós. Entre o litoral e a serra viviam os bugres, xoklengs, botocudos e aweikomas, os últimos senhores primitivos das terras do vale. No vale do Braço do Norte jamais foi feita qualquer tentativa séria de pacificação.

## Ocupação inicial do Vale do Braço do Norte
A ocupação do vale do Braço do Norte iniciou com a abertura de um caminho dos tropeiros do Planalto Serrano até o Porto de Laguna em 1773, passando então pelas margens do rio Tubarão onde aflui o rio Braço do Norte, localidade conhecida como Barra do Norte. A evolução de sua ocupação foi mapeada pelo trabalho investigativo do padre João Leonir Dall'Alba.

### Caminho dos Tropeiros - Serra do Imaruí
Na grafia antiga, Imaruí era grafado como Imaruhy e Maroim.
Por alvará de 9 de setembro de 1820, Lages, então pertencente à capitania de São Paulo, teve seu território transferido para a capitania de Santa Catarina. Fato este que ativou o tráfego de mercadorias entre o planalto e o litoral catarinense, transportadas sobre o lombo de animais de montaria. Sobre a ligação entre o planalto serrano catarinense (Lages) e seu litoral sul (Laguna), passando pelo vale do Braço do Norte, estabelecem dois registros do historiador João Leonir Dall'Alba:
- Talvez ainda na primeira metade do século XIX abriu-se nova serra e nova estrada, esta pela Serra do Imaruí, nome que lhe foi atribuído quase na certeza por tratar-se de estrada de tropas que contornava a lagoa de Imaruí e passava em Imaruí.[10]

- Via de ligação entre o planalto serrano catarinense e o litoral, o caminho das tropas, aberto mais a casco que a picareta, conduz até o Porto de Gravatal ou diretamente à Lagoa de Imaruí. No caminho um único morador, no atual Lado da União, o famigerado ex-revolucionário Guerrilha. Isto por volta de 1840.[11]

Era a estrada dos serranos, ou estrada do Imaruí. Partindo da localidade que lhe deu o nome, passava nas proximidades do atual Braço do Norte e, alcançando e margeando o rio Laranjeiras, escalava os contrafortes da Serra Geral, pelas fraldas do Morro da Igreja. Estrada de tropas, mas de Gravatal a Braço do Norte prestava-se a carro de boi. O Gravatal, aliás, era um centro de irradiação de estradas: Para a serra, para Imaruí, para Teresópolis, para a vila de Tubarão. Sem contar sua via principal, o rio Capivari, que conduzia a maioria dos produtos coloniais para Laguna. A canoa era o meio de condução mais rápido e cômodo, largamente utilizada por todos. Canoas escavadas em grandes troncos, guarnecidas de tábuas na parte superior. Impulsionadas a remo, puxadas da praia ou, nos campos de Piratuba e da Laguna, tocadas a vela.

### Guerrilha
José Mariano Guerrilha, proveniente de Lages, fugindo com os rebeldes farroupilhas após a entrada das forças legalistas em 1838, estabelece-se com venda e pousada de tropas na margem direita do rio Braço do Norte, no caminho da Serra do Imaruí, no atual bairro Lado da União, ocupando terras como posseiro.

### Sesmarias de Rabello e dos Mirandas

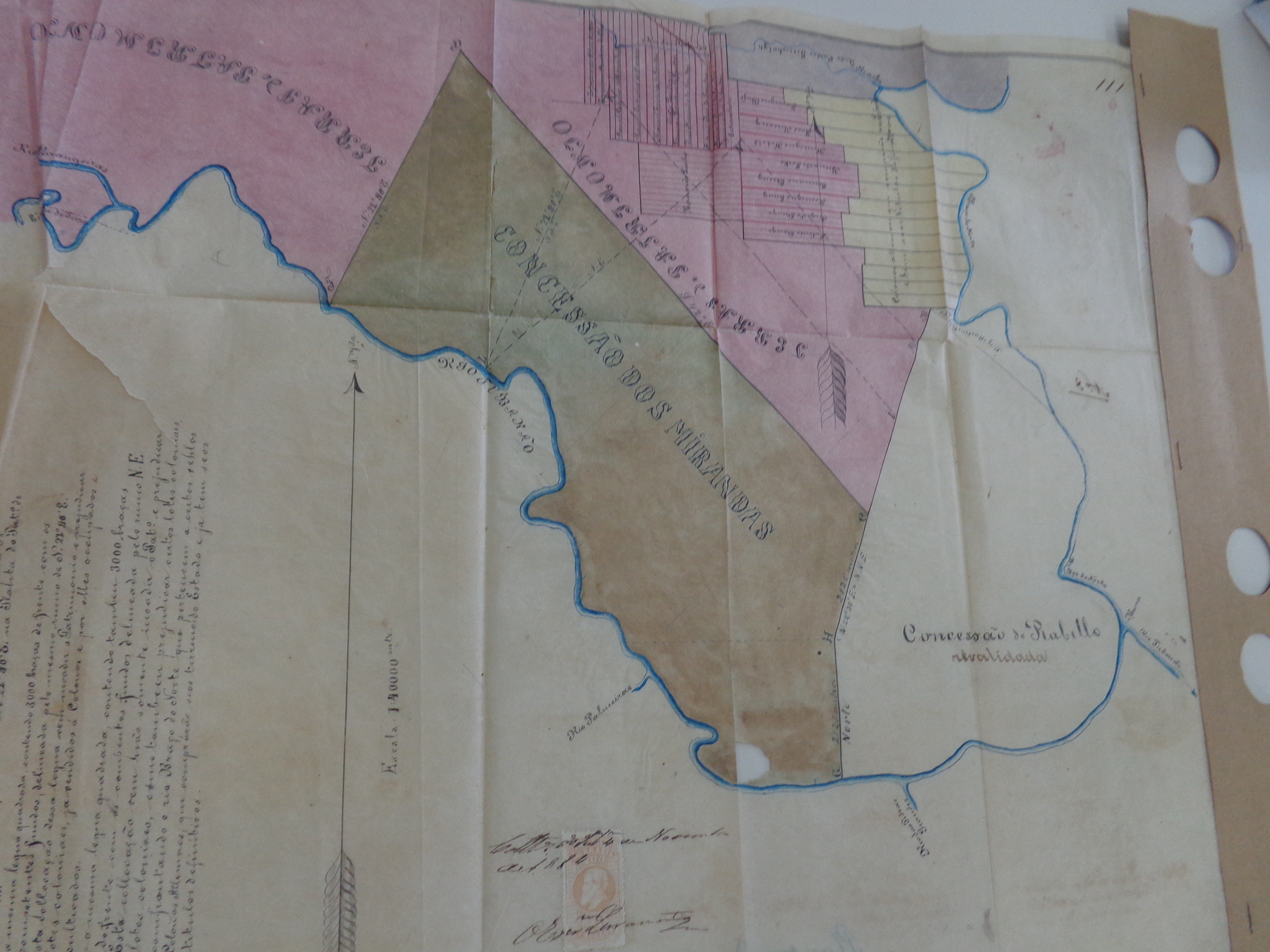
Mapa original das sesmarias Rabello e Miranda, com data de 4 de novembro de 1884, acervo do Arquivo Público e Histórico Amadio Vettoretti, Tubarão, Santa Catarina

Os atuais distritos de Barra do Norte (São Ludgero) e Ilhota (Orleans) foram as primeiras terras efetivamente ocupadas no vale do Braço do Norte, por duas famílias que obtiveram grandes extensões de terra, em 1839: as sesmarias de Rabello e dos Mirandas. No Arquivo Nacional, documento 54 da caixa 1148, lavra de João Leonir Dall'Alba, consta: "Terra do Rabello". A primitiva concessão, na foz do rio Braço do Norte com o Tubarão, limitava-se com estes rios. Subia o Tubarão, até alcançar a linha Miranda, e o Braço do Norte, até o rio Mar Grosso. Em 1860 já fora subdividida entre herdeiros: na Barra do Norte, Francisco Rabello Vieira. Seguia-se-lhe, Tubarão acima, José Antônio Amorim, Manuel Pereira Gomes, Ana Carolina de Figueiredo, Ana Garcia e Manuel Domingos de Oliveira. Em frente, na outra margem, morava Marcos Fernandes.

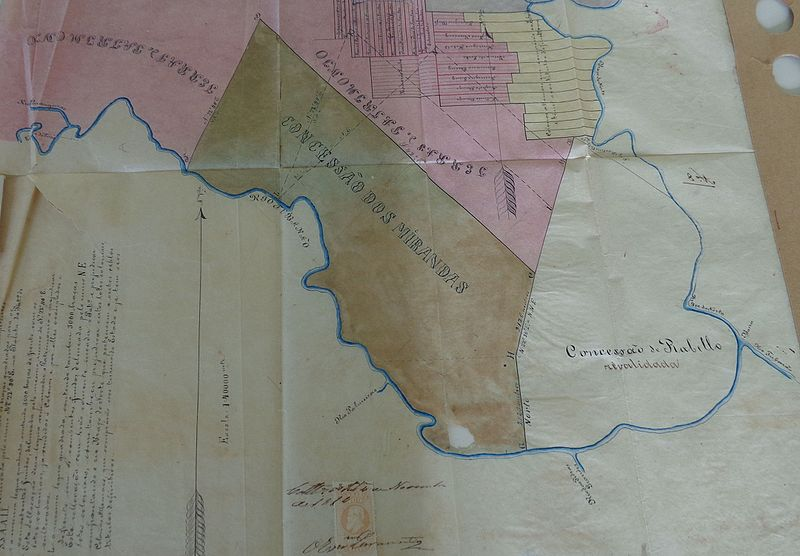
A sesmaria dos Mirandas, em marrom, ao norte do rio Tubarão e divisa com terras do Patrimônio de Suas Altezas Imperiais
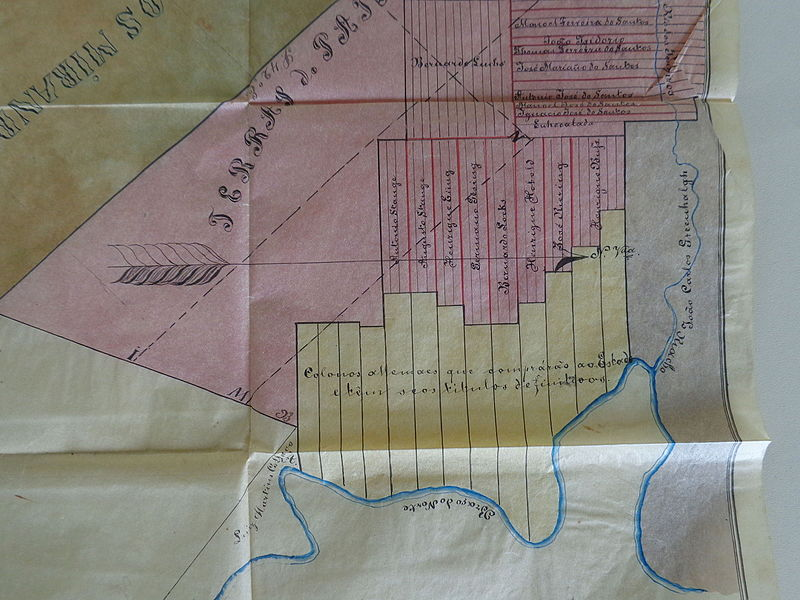
Detalhe da planta A, em amarelo, literalmente "Colonos alemães que compraram ao estado e tem seus títulos definitivos". Região atual do centro de São Ludgero, margem direita do rio Braço do Norte

Antes porém, em 1807, uma sesmaria tinha sido concedida a José de Souza Pacheco, na margem direita do rio Tubarão, na região do atual Pindotiba.

### Gravatal
No curso da penetração conquistadora da região, em 1842 instala-se em Gravatal João Martins de Souza. Mais tarde, usando canoas para fazer o transporte de mercadorias pelo rio Capivari, foi o fundador do Porto de Gravatal, transportando os colonizadores das terras do Braço do Norte e da Colônia Grão Pará, e depois levando por via fluvial seus produtos para comercialização no Porto de Laguna.

### Registro de Robert Christian Avé-Lallemant
O médico e viajante alemão Robert Christian Avé-Lallemant esteve de 5 a 7 de junho de 1858 em Tubarão, onde foi hóspede do Coronel Collaço, que na época era capitão da Guarda Nacional. Partiu em 7 de junho de 1858 para Lages, passando por Pindotiba, na época denominada Raposa, e seguindo o Rio Tubarão até suas nascentes na Serra Geral. Sobre o início de sua viagem ao longo do rio Tubarão descreve: "... O braço principal do rio já está cultivado até Raposa; mas, a partir dali, tudo está no mato e no silêncio da natureza, embora aquelas brenhas ocultem maravilhosos pedaços de terra, capazes de melhor cultura. Há um braço setentrional do rio, com a sua zona florestal, inteiramente inaproveitado. Dali parte uma via fluvial para o pequeníssimo tráfego do planalto. O Braço do Norte reúne as mais belas terras de pastagem à planície do Capivari; ali está escondido o germe de uma colônia alemã, na qual fique em equilíbrio a lavoura e a criação de gado."

### Distrito de Rio Bonito
Em 1860 instalam-se no atual distrito de Rio Bonito, vindo por Gravatal, Manoel Augusto, Francisco Sombrio, Jerônimo André, o velho Sabino, João Costa, Manoel Ferreira e Antônio Geremias. Nesta época foi aberta uma estrada para tropas e carro de boi.

### Pioneiros do Quadro do Norte
Em 1862 Tomás Pinto interna-se nas matas do Vale do Braço do Norte, fugindo da justiça, após cometer um crime de morte em Desterro. Acompanham-no José Marcolino da Rosa, Leandro Demétrio e Manuel Nazário Correia, com as respectivas famílias.

### Barra do Norte

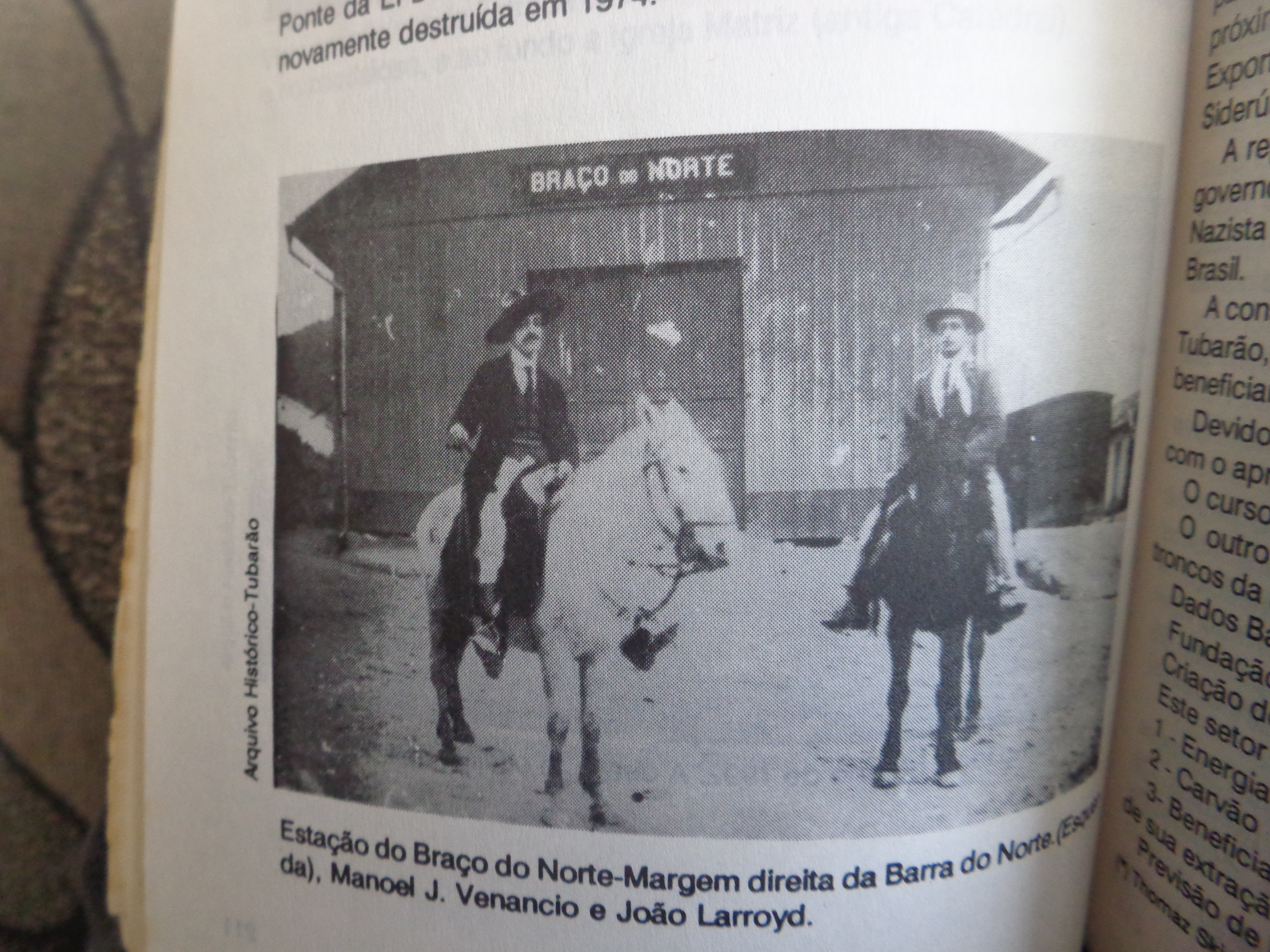
Antiga estação Braço do Norte da Estrada de Ferro Donna Thereza Christina (EFDTC) em Barra do Norte, destruída na enchente de 1974

Os Rabello e Miranda foram os primeiros a obter terras na região, em 1839. Em 1865, provindos de Tubarão, estabeleceram-se na Barra do Norte Pedro Zeferino, Tomás da Silva, Marcos Fernandes de Lima e Pedro Martins de Sousa. Em 1908 foi feita uma balsa, em frente a Pedrinhas. Foi depois aberta a estação Braço do Norte da Estrada de Ferro Donna Thereza Christina.

### Sesmaria Gaspar Xavier Neves
Na confluência do rio Bonito com o rio Braço do Norte havia uma sesmaria do coronel Gaspar Xavier Neves, desde o rio Capivari (em Gravatal). Gaspar Xavier Neves foi um sesmeiro que não se instalou nestas suas terras e nem seus descendentes lá estiveram. O agrimensor Carlos Othon Schlappal relata que "estas terras foram deixadas em mata, também pelos herdeiros". A rodovia SC-438, do bairro Trevo de Braço do Norte seguindo para Gravatal percorre suas antigas terras, sobre o caminho aberto pelos tropeiros da Serra do Imaruí, ligando Braço do Norte ao Porto de Gravatal.

### Travessão
No atual bairro Travessão (sua denominação provém da faixa de terras conhecida como Travessão dos Neves, relativo à família de Gaspar Xavier Neves, faixa esta que se estendia desde Braço do Norte até Gravatal), atual distrito de Braço do Norte, residia na época da instalação das 52 famílias de colonos alemãs o capitão Vasco Fernandes de Oliveira.

### Estrada de Ferro Donna Thereza Christina
A Estrada de Ferro Donna Thereza Christina, inaugurada em 1884, teve seu ramal de Tubarão a Lauro Müller destruído definitivamente na catastrófica Enchente em Tubarão em 1974. Esta via férrea foi severamente marcada por diversas enchentes, registrando-se em maio de 1887 a destruição parcial da ponte de João Rabelo no km 96,400 em Orleans, e o desabamento de parte do paredão Miranda no km 86,600.

### Tropeiros
Os tropeiros que comerciavam na região eram provenientes dos Campos de Lages, que se deslocavam com as tropas e o gado, seguindo rumo até Laguna, por picadas barrentas coleando entre cem quilômetros de floresta.
Os serranos comerciavam muito com os colonos. Braço do Norte e São Ludgero eram passagens quase obrigatórias para as tropas que descessem a serra pela Estrada do Imaruí. Traziam charque, couros, pinhão, queijo e frutas. Pera e maçã eram a delícia dos colonos. Com os alemães comerciavam muito era fruta seca, melhor, maçã cortada em fatias, secadas ao sol. Aqui eram muito usadas em sopas de maçã. Os tropeiros levavam daqui farinha, ferramentas, açúcar de cana, barris de cachaça e tudo o que era provisão do comércio. Até de Lages e mesmo de Campos Novos vinham os serranos e comerciantes abastecer seus estoques na região. Fazendas, sal e ferragens, em geral, em Laguna. Mas farinha, açúcar e cana era na colônia. Tropas de gado era de não acabar mais. Quinhentas e mais cabeças. Até de Bom Jesus e Vacaria vinham. Trocava-se um boi velho por garrote ou uma novilha, comprava-se uma mula de cargueiro ou um cavalo de montaria. Mas o grosso do gado ia para as charqueadas de Laguna e Tubarão, para os campos de Pirituba.

## A Colônia Espontânea do Braço do Norte
A origem do atual município de Braço do Norte remonta ao deslocamento de colonos alemães assentados inicialmente na região da Colônia Teresópolis, de relevo inóspito à agricultura, que em busca de melhores terras foram conduzidos pelo padre Guilherme Roer para assentar-se na região do atual município de São Ludgero, às margens do rio Braço do Norte, entre dois núcleos coloniais portugueses fixados um na Barra do Norte, foz do rio Braço do Norte no rio Tubarão, e outro no atual centro de Braço do Norte, na margem esquerda do rio Braço do Norte, diretamente oposta à antiga hospedaria de Manoel Guerrilha, no caminho lageano da Serra do Imaruí.
A colônia espontânea do Braço do Norte teve seu começo em 1873, com 52 família alemãs. Não foi uma colônia oficialmente estabelecida com incentivos imperiais. O colono pagou meio real pela braça quadrada, estabelecendo-se nos dois lados do rio Braço do Norte. Os lotes foram medidos a partir da Barra do Norte em ambas as margens do rio, respeitando pela margem direita as terras da concessão Rabello. Mediam 150 braças de frente por 833 e 1/3 braças de fundo, totalizando 125000 braças quadradas. Assim, cada lote custou apenas 62$500 réis (62 mil e quinhentos réis).
Entraram pela Barra (do Norte)... Vieram por Tubarão porque era tudo mata virgem. Um pouco acima da Barra do Norte acharam um morador... foram se lançando para cima, até meia viagem entre a Barra e São Ludgero, e ... começaram a derrubada. Ocuparam ambas as margens. Se alastraram dos dois lados, até a boca do rio Bonito, até o Travessão dos Neves. Dali pra cima já tinha entrado a origem brasileira.
Os alimentos que eles precisavam, sal, café e açucar, iam comprar em Tubarão. Vendiam seus produtos em Tubarão e Laguna. Eles mesmos foram abrindo as picadas.

### Primeiros moradores
Os que primeiro aportaram haviam chegado na Colônia Teresópolis em 1863. A tradição conta que vieram uns quinze fazer uma roça de experiência. Contam que num domingo se atreveram a chegar até o rancho dos brasileiros de Guerrilha. O encontro foi acolhedor. Estes até ficaram animados com a vinda possível de imigrantes alemães.  A experiência deu certo. De Tubarão o Coronel Collaço estava interessado que viessem imigrantes povoar esse interior, todo em mata. Só em maio de 1873 veio a comunicação definitiva. A cada um dos signatários concedia-se um lote de terras pelo preço mínimo da lei, meio real a braça quadrada, pouco mais de sessenta mil réis ao lote. Sabendo da notícia os homens e moços signatários da petição e outros em suas pegadas encheram os alforges, afiaram os machados e vieram. Parece que vieram por Tubarão, de onde trouxeram um agrimensor mais ou menos entendido no assunto. Entraram pela Barra do Norte, onde haviam-se estabelecido os brasileiros e logo cada um ocupou um lote, ora à esquerda, ora à direita do rio, acima da Linha Miranda. Seria o mês de junho de 1873.
Um dos primeiros atos sociais dos colonos foi uma missa solene em ação de graças, rezada pelo padre Roer. Foi celebrada à sombra de uma grande figueira, cujas raízes serviram até de confessionário. O altar esteve a cargo da senhorita Ana, filha de Henrique Füchter, mais tarde esposa de Germano Gesing, de cujo matrimônio  saiu o primeiro padre filho da terra, o cônego Nicolau Gesing.

### Padre Guilherme Roer
Atendendo a vasta região do atual município, o padre Guilherme Roer foi o principal responsável por trazer as famílias dos 52 colonos provenientes da colônia Teresópolis que se fixaram na região, entre a Barra do Norte e Braço do Norte, atualmente o município de São Ludgero.

### Coronel Luís Martins Collaço
Luís Martins Collaço, o coronel Collaço, indicou ao padre Guilherme Roer as terras pertencentes então ao município de Tubarão onde foram assentados os colonos alemães fundadores da colônia espontânea do Braço do Norte. Em sua memória é denominada a Praça Coronel Collaço.

### Agrimensor Carlos Othon Schlappal

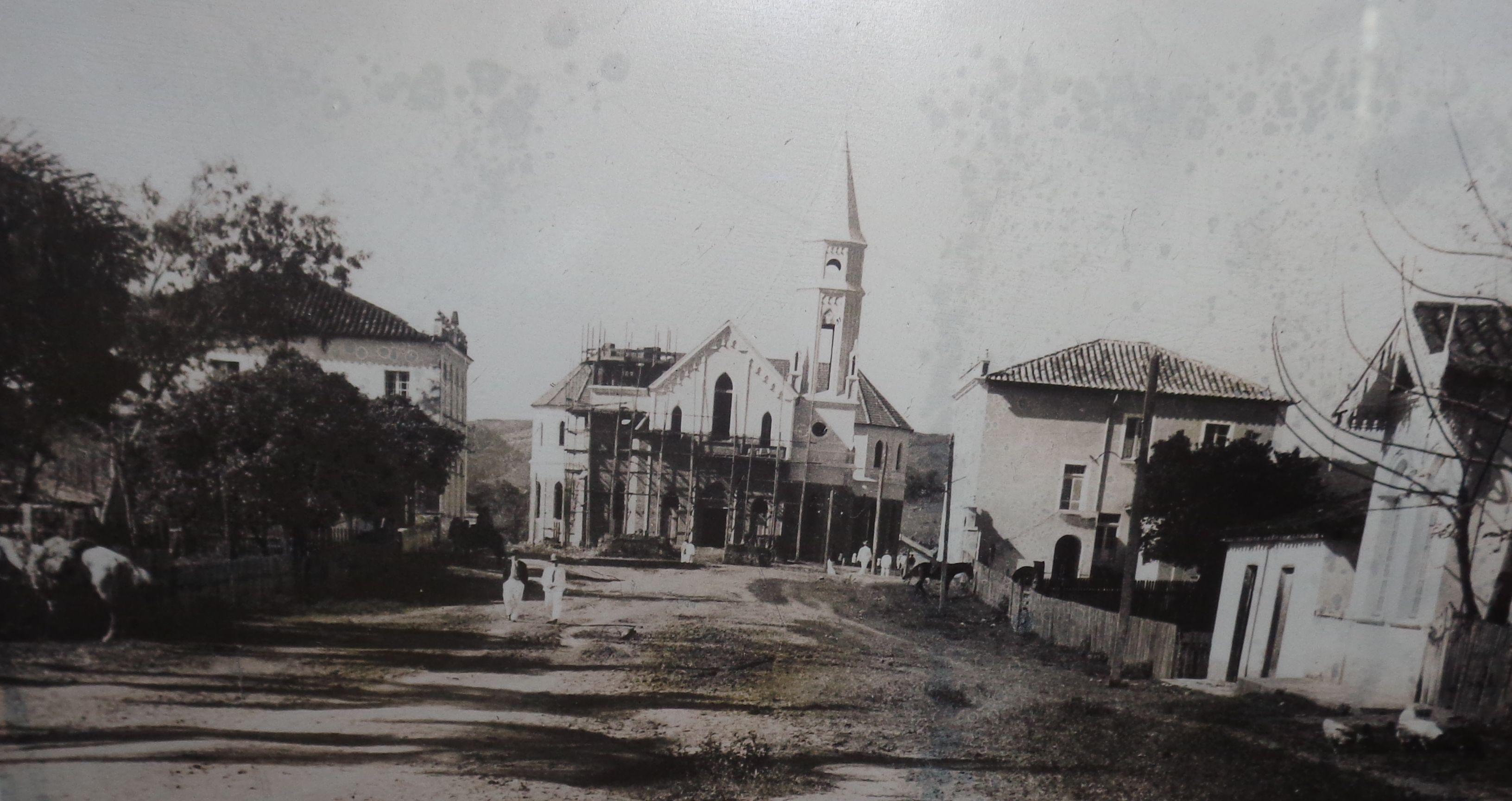
Construção da Igreja Nosso Senhor do Bonfim ca. 1932/1933. A torre da direita foi concluída em 1933. Fotografia do advogado tubaronense Manoel Lobão de Queirós, depositada no Arquivo Público e Histórico Amadio Vettoretti em Tubarão, Santa Catarina. Em ambos os lados da atual Travessa Adolfo Konder, a partir de onde foi registrada a fotografia, estão amarrados cavalos.

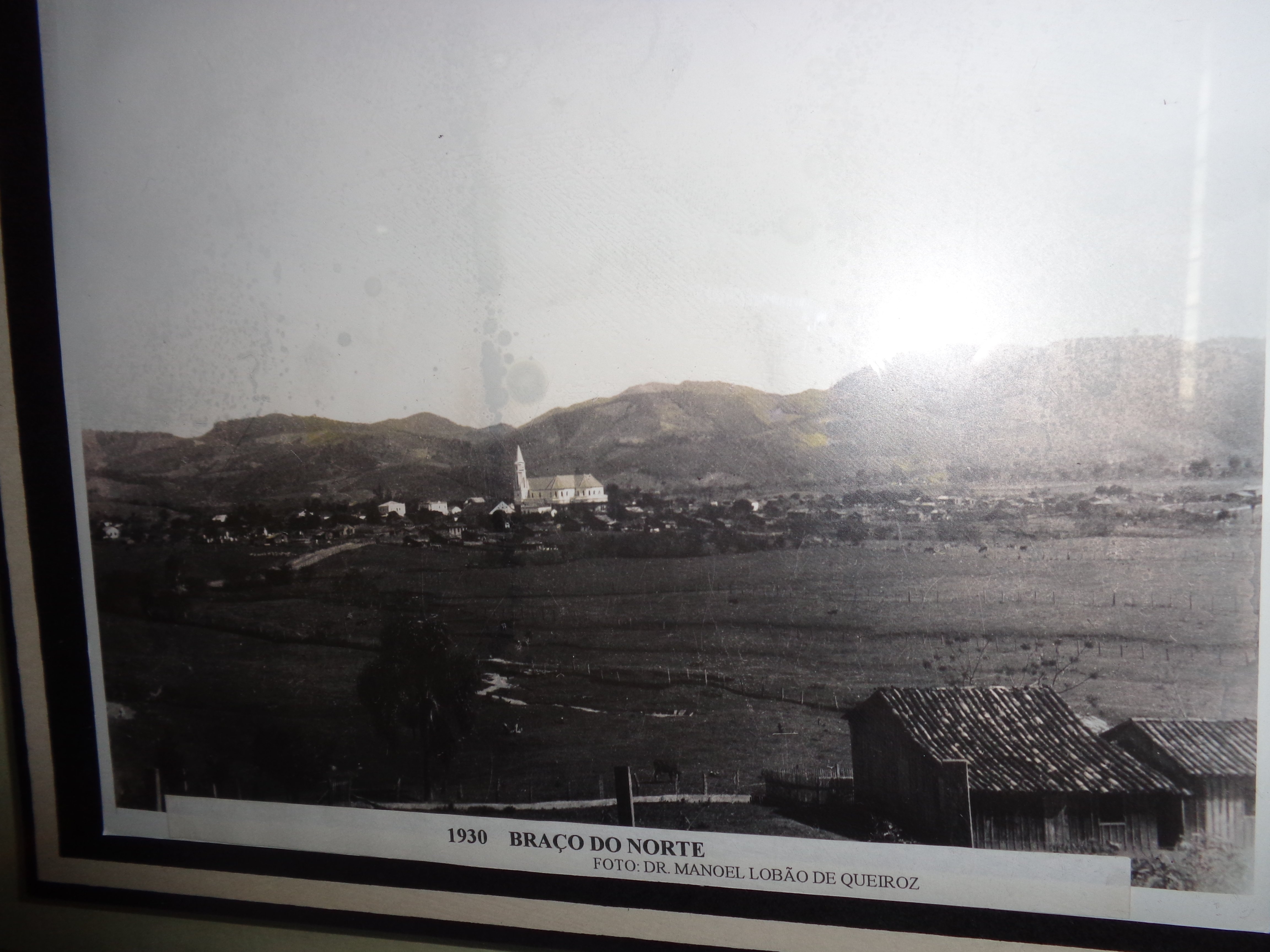
Vista de Braço do Norte possivelmente no mesmo dia da foto ao lado, vendo-se apenas a torre direita. Nota-se especialmente a edificação onde encontra-se a atual prefeitura e o prédio da família Sandrini, na atual rua Felipe Schmidt, e mais ao fundo a casa do pastor luterano Carl Schwab, na Praça Coronel Collaço. É visível a atual rua Sete de Setembro, ligando Braço do Norte ao bairro Rio Bonito e Porto de Gravatal. Fotografia do advogado tubaronense Manoel Lobão de Queirós, depositada no Arquivo Público e Histórico Amadio Vettoretti em Tubarão, Santa Catarina.

Sobre a planta da sede de Braço do Norte, o documento 8-81 de João Leonir Dall'Alba no seu livro "O Vale do Braço do Norte" relata:
"Memorial e explicação da planta da sede da colônia do Rio Braço do Norte, no município de Tubarão, Província de Santa Catarina, pelo engenheiro Carlos Othon Schlappal, 1881:
Ocupando a colônia do rio Braço do Norte desde a junção do dito rio com o Tubarão, o seu vale em ambas as margens, numa extensão de 70 km, sem ter ficado um terreno reservado para a sede do referido núcleo colonial, e tendo um lugar muito próprio para este fim, de propriedade particular, dirigi-me respeitosamente em 15 de janeiro de 1879 ao Exmo. Sr. Presidente da Província, fazendo Sua Excia. ciente da conveniência de efetuar a troca com particulares, por terras pertencentes ao Estado, do lugar onde deve ser a sede do referido núcleo colonial. Por ofício da Presidência de 15 de maio do mesmo ano em resposta ao meu dito Ofício, foi-me enviado por cópia o Aviso do Ministro da Agricultura de 30 de abril do mesmo ano, autorizando a efetuar a referida troca, por terrenos pertencentes ao Estado, para fundar a dita sede, cuja troca, achando-se realizada com Luís Nazário Correia e Francisco de Oliveira Sousa, conforme planta e Ofício que tive honra de dirigir à Presidência, em 18 de outubro de 1879, sendo de uma área de 193 600 km².
A sede acha-se dividida em 89 lotes urbanos, conforme a tabela junta, as ruas com 20 m de largura, e a praça de um quadrado de 220 m de lado.
A planta junto, de que remeti um exemplar à Inspetoria Geral de Terras e Colonização, em 14 de outubro de 1879, que acompanhava o meu projeto, o qual foi aprovado em 17 de dezembro de 1879, e assim tenho efetuada a medição e divisão dos lotes urbanos, que devem ser vendidos por conta do Estado aos requerentes que ali querem edificar casas."

## João Leonir Dall'Alba
O padre João Leonir Dall'Alba foi o maior historiador da colonização do Sul Catarinense, abrangendo a região correspondente à Colônia Espontânea do Braço do Norte e Colônia Grão Pará. A cronologia a seguir foi expandida a 
partir das datas históricas de seu livro "O Vale do Braço do Norte", páginas 275 a 279.

## Cronologia
| Ano                         | Dia e mês | Evento |
| 1494                        | 7 de junho | Assinatura do Tratado de Tordesilhas |
| 1500                        | 22 de abril | O navegador português Pedro Álvares Cabral descobre o Brasil. O evento marca o início dos registros escritos sobre o território brasileiro, devido a Pero Vaz de Caminha |
| 1534 — 1536                 | | Criação da Capitania de Santana, concedida a Pero Lopes de Sousa |
| 1605                        | | Os padres jesuitas João Lobato e Jerônimo Rodrigues contactam o cacique Tub-nharô, líder de uma grande tribo no atual município de Tubarão |
| 1680                        | 22 de janeiro | Manuel Lobo, governador da Capitania do Rio de Janeiro, funda a Colônia do Sacramento |
| 1684                        | | Domingos de Brito Peixoto funda o povoado de Santo Antônio dos Anjos da Laguna, o terceiro mais antigo da Capitania de Santana, ao qual pertencia o atual território de Braço do Norte, bem como todo o sul do atual estado de Santa Catarina, e também a maior parte do litoral do atual estado do Rio Grande do Sul. A região permaneceu aproximadamente por mais dois séculos domínio exclusivo de seus primitivos habitantes, os índios carijós, denominados bugres pelos imigrantes europeus |
| 1703                        | | Domingos da Filgueira relata sua viagem da Colônia de Sacramento até Laguna, abrindo o caminho pela faixa litorânea conhecido como “Caminho da Praia” |
| 1711                        | | Existência de um caminho de tropeiros estabelecendo as primeiras negociações entre Lages e Laguna, descendo pela Serra do Imaruí, passando pela localidade de Três Barras, seguindo pelas margens do rio Laranjeiras, passando por Pindotiba (na época denominada Raposa), continuando então pelo rio Tubarão até Laguna |
| 1714                        | | Santo Antônio dos Anjos da Laguna foi elevada à categoria de vila, correspondendo na época à fundação do município |
| 1715                        | | Partindo de Laguna Francisco de Brito Peixoto inicia a exploração dos campos do Rio Grande de São Pedro do Sul |
| 1728                        | | Abertura do Caminho dos Conventos pelo lagunense Francisco de Sousa Faria, saindo de Araranguá e subindo o planalto, penetrando nos Campos de Cima da Serra até Lages, seguindo até Curitiba, levando dois anos na empreitada |
| 1730                        | | Cristóvão Pereira de Abreu foi consagrado como o primeiro homem a cruzar, por via planaltina, o território entre o Rio Grande do Sul e São Paulo, levando uma tropa de 3000 cabeças de cavalgaduras e gado, subindo pelo Caminho dos Conventos, inaugurando o ciclo comercial da região sulina |
| 1738                        | 11 de agosto | É criada a Capitania de Santa Catarina |
| 1739                        | 7 de março | É instalada a Capitania de Santa Catarina, com a posse do governador, José da Silva Pais |
| 1749                        | 20 de junho | É criada a ouvidoria de Santa Catarina, sediada em Desterro, com jurisdição desde o sul da vila de São Francisco do Sul (subordinada à ouvidoria de Paranaguá) até o limite sul do domínio lusitano |
| c. 1755                     | | Manoel da Silva Ribeiro e seus filhos Inácio e Pedro instalam-se na “sesmaria e fazenda de Pelotas” |
| 1773                        | | É oficialmente aberta a estrada de Laguna a Lages, a primeira ligação entre o litoral sul catarinense com o planalto serrano |
| 1773                        | 5 de abril | Manuel de Sousa Porto, capitão de ordenanças da vila de Laguna, obteve do Marquês do Lavradio, vice-rei de Portugal, uma sesmaria em Campo Bom, atual Jaguaruna, para criar gado e estabelecer lavoura, sendo um desbravador do litoral sul de Santa Catarina |
| 1773                        | 7 de setembro | Manuel Morais de Pedroso recebe uma sesmaria onde está localizado atualmente o município de Capivari de Baixo |
| 1774                        | 5 de agosto | Onde atualmente localiza-se a área central de Tubarão são concedidas duas sesmarias. Receberam uma sesmaria, com área de uma légua quadrada cada uma, o capitão João da Costa Moreira e o sargento-mor Jacinto Jaques Nicós |
| 1780                        | | Descoberta do carvão mineral nas encostas da Serra Geral pelos tropeiros serranos |
| 1787                        | | O alferes Antônio José da Costa relata que: ... No dia 23 de agosto desci a Serra, tendo marchado desde a Villa de Lages até as referidas legoas, mais ou menos, ... continuei a marcha por algumas vargens que formão o Sertão do Districto da Villa de Laguna, por distância de 20 legoas até chegar a embarcar-me no rio Tubarão no dia 25 |
| 1804                        | | São sesmeiros em Gravatal Carlos Alves de Souza e Constantino Medeiros |
| 1807                        | 1 de agosto | A primeira sesmaria no interior de Tubarão é concedida a José de Sousa Pacheco, conhecida como Sesmaria dos Pacheco Suas terras pertencem atualmente ao município de Orleans |
| 1821                        | 28 de fevereiro | A Capitania de Santa Catarina torna-se Província de Santa Catarina |
| 1822                        | | Cerca de 10 indivíduos pertenciam à tribo dos coroados, que vagueavam nas nascentes do rio Capivari e rio Braço do Norte (afluentes do rio Tubarão) |
| 1828                        | | Relatório da câmara de vereadores de Laguna ao Presidente da Província afirma, entre outras coisas, "... que as margens do rio Tubarão estão povoadas até a Guarda e, dali para cima, à distância de dez léguas, estão concedidas e não cultivadas" |
| 1829                        | | Fundação da Colônia São Pedro de Alcântara, primeira colônia alemâ em Santa Catarina |
| 1833                        | 23 de agosto | É criado o distrito de São João Batista de Imaruí, ao qual passou a pertencer o atual território de Braço do Norte |
| 1835                        | 20 de setembro | Eclode a Guerra dos Farrapos |
| 1837                        | | Fundação da Colônia Vargem Grande |
| 1838                        | | As forças legalistas, lideradas por Manuel dos Santos Loureiro, entram em Lages, expulsando os rebeldes farroupilhas. Foi possivelmente nesta época que José Mariano Guerrilha evadiu-se de Lages, na mesma época em que também evadiu-se para o litoral sul-catarinense uma parte da família de Antônio da Silva Ribeiro, tio de Anita Garibaldi |
| 1838                        | 27 de outubro | Ordem do presidente da província, João Carlos Pardal, sobre a criação de dois distritos coloniais, de duas léguas em quadro cada um, nas margens do rio Braço do Norte, distrito de Imaruí, Vila da Laguna, na direção do caminho aberto recentemente para a Vila de Lages. Os dois distritos eram fronteiriços um ao outro, separados pelo rio Braço do Norte |
| 1839                        | 14 de março | Parecer da Comissão de Colonização, da qual fazia parte Jerônimo Coelho, reconhece a conformidade da ordem de 27 de outubro do ano anterior |
| 1839                        | 29 de julho | Proclamação da República Juliana |
| 1839                        | 15 de novembro | Termina a República Juliana, com a retomada de Laguna pelas forças imperiais |
| 1839                        | José Mariano Guerrilha (também referenciado como Manuel Guerrilha), paulista, proveniente de Lages, fugindo com os rebeldes farroupilhas, após a entrada das forças legalistas em 1838, estabelece-se com venda e pousada de tropas à margem direita do Rio Braço do Norte, no "Caminho Lageano" ou "Caminho do Imaruí", no atual bairro Lado da União, ocupando terras como posseiro. Foi assassinado em sua casa, entre os anos 1846 a 1849, responsável pelo assassinato de diversos tropeiros, hóspedes de sua estalagem. A ele Braço do Norte deve sua primeira denominação: Guerrilha | |
| 1839                        | O primeiro morador fixado oficialmente no vale, na confluência do rio Braço do Norte com o rio Tubarão, na margem direita, foi Francisco Rabello. Em 1839, pouco mais ou menos, requereu meia légua quadrada, isto é, 1500 braças de frente, por 3000 braças de fundo. Requereu ao mesmo tempo com o sr. Pedro Miranda (na margem do Tubarão), e foi-lhe concedida ao mesmo tempo. A primeira marcação foi em seu tempo. Foi medida judicialmente em 1861, isto é, 22 anos depois que requereu as terras. Primeiro pediu o rumo NE, como divisão entre ele e o Miranda. Porém, quando feita a medição judicialmente, pediu mudança para o norte, e assim foi demarcada. Rabello gastou um conto de réis nessa medição judicial. Morreu em 1871, mais ou menos. Deixou a viúva, que mora ainda na mesma terra. Deixou também quatro filhos: João, casado; Joaquina, casada com um francês de nome Tomás; Antônio de Meio, casado; Maria, casada com Jesuíno Gordo. A partilha entre esses herdeiros está feita, e cada um está de posse de sua terra. Isto foi escrito em 1881. As terras de Rabello e Miranda foram, por exemplo, marcos na medição das áreas da Colônia Grão Pará | |
| 1842                        | | Instala-se em Gravatal João Martins de Souza, usando canoas para fazer o transporte de mercadorias e vindo a fundar o Porto de Gravatal |
| 1845                        | 1 de março | Termina a Guerra dos Farrapos |
| 1846 — 1849                 | | É assassinado José Mariano Guerrilha |
| 1847                        | 15 de abril | A região passa a pertencer à cidade de Santo Antônio dos Anjos da Laguna |
| 1847                        | Fundação da Colônia Santa Isabel | |
| 1848                        | 5 de agosto | O presidente da província Antero José Ferreira de Brito responde a um aviso do Governo Imperial sobre a qualidade das terras distribuídas aos colonos da Colônia Santa Isabel, informando que ...ao sul da estrada até a Boa Vista há uma imensa superfície de terras devolutas as quais estendem-se até a margem esquerda do rio Tubarão |
| 1849                        | | A Igreja em Santa Catarina compreendia um arcipreste e 21 freguesias, divididas em 4 comarcas, sendo a da Laguna composta por 4 freguesias: Santo Antônio dos Anjos, Tubarão, Imaruí e Vila Nova |
| 1850                        | 18 de setembro | Lei de Terras: estabeleceu a compra como a única forma de acesso à terra e aboliu, em definitivo, o regime de sesmarias |
| 1858                        | 5 a 7 de junho | Em viagem a cavalo de Desterro a Lages, o médico e viajante alemão Robert Christian Avé-Lallemant foi hóspede de Luís Martins Collaço em Tubarão. Observou que "... Através de uma grande planície, coberta em parte de mato e em parte de relva, ao sopé da próxima serra, além do Tubarão, corre o Capivari, afluente navegável do Tubarão. A terra, ali, ainda está disponível; daria magnífico solo para uma colônia, que teria no rio uma adequada via de exportação. Que bela vista oferecerá esta magnífica região do Tubarão cem ou duzentos anos mais tarde, quando a cultura realizar aqui a sua grande obra de reforma e naquela esplêndida planície, naquelas serras pitorescas, até nos últimos desfiladeiros, o esforço humano tiver engastado um monumento no outro sob a forma de aldeias, quintas, sítios e fábricas!" Isto virá a se realizar duas décadas depois, pela intervenção direta de Luís Martins Collaço e do padre Guilherme Roer. O último posto avançado na margem do rio Tubarão está localizado em Raposa (atual distrito de Pindotiba, Orleans), propriedade do Senhor Vieira, sendo o último posto avançado por cima da serra propriedade de José Joaquim Velho, mais conhecido como Juca Velho |
| 1860                        | | Antes da ocupação das matas do Braço do Norte instalam-se no atual distrito de Rio Bonito Manoel Augusto, Francisco Sombrio, Jerônimo André, o velho Sabino, João Costa, Manoel Ferreira e Antônio Geremias. Nesta época foi aberta uma estrada para tropas e carro de boi |
| 1860                        | Fundação da Colônia Teresópolis | |
| 1861                        | 6 de fevereiro | O Visconde de Barbacena adquire terras devolutas no lugar denominado Passa Dois, próximo às nascentes do Rio Tubarão, fundando, em conjunto de investidores ingleses, uma companhia de mineração, a The Tubarão Coal Mining Company Limited e uma companhia de transporte férreo, a Donna Thereza Christina Railway Co. Ltd. |
| 1862                        | | Tomás Pinto interna-se nas matas do Vale do Braço do Norte, fugindo da justiça, após cometer um crime de morte em Desterro. Acompanham-no José Marcolino da Rosa, Leandro Demétrio e Manuel Nazário Correia, com as respectivas famílias. Em discurso na Assembleia Legislativa de Santa Catarina, em 19 de outubro de 1953, por ocasião do pleito de criação do município de Braço do Norte, o deputado Frederico Kuerten tece breve relato sobre a vida dos fundadores: - Tomás Pinto. Faleceu alguns anos depois, e seu filho João Tomás Pinto ainda encontra-se por lá - José Marcolino da Rosa. Teve alguns descendentes, sendo Luís Marcolino Rosa o único que permaneceu na região - Leandro Demétrio. Seus filhos Júlio e José foram para outro lugar. A viúva de José voltou e vive em situação na região - Manuel Nazário Correia. Dentre seus companheiros foi o que mais prosperou. Apossou-se das terras que atualmente correspondem ao centro do município |
| 1862                        | O caminho seguido por Tomás Pinto e seus acompanhantes passou pela travessia do Imaruí, Laguna e Tubarão, subindo depois pela Barra do Norte. Abriram depois uma picada para o Gravatá | |
| 1862                        | Chegou ao Desterro uma leva de cerca de quarenta novas famílias vindas da Alemanha, tendo a Colônia Teresópolis por meta. Esta foi a semente da futura colonização das terras do Braço do Norte | |
| 1863                        | | Fixam-se em Rio do Salto, na Colônia Teresópolis, os imigrantes alemães que uma década depois migram para o vale do Braço do Norte. Foram localizados nas terras íngremes e sáfaras do rio Cubatão |
| 1865                        | | Provindos de Tubarão estabeleceram-se na Barra do Norte Pedro Zeferino, Tomás da Silva, Marcos Fernandes de Lima e Pedro Martins de Sousa. |
| 1866                        | | Estabelecem-se no Vale do Capivari em São Martinho os dois primeiros moradores. |
| 1870                        | 27 de maio | Lei provincial n° 635 - Braço do Norte passa a pertencer ao município de Tubarão, devido ao desmembramento deste de Laguna |
| 1871                        | 7 de junho | Instalação da Câmara de Vereadores de Tubarão, poder que na época administrava o município. João Antunes Tio é seu primeiro presidente. |
| 1871                        | 16 de dezembro | Em ofício do Palácio do Governo da Província de Santa Catarina, então sob a presidência de Joaquim Bandeira de Gouveia, à recém fundada Câmara Municipal de Tubarão, é comunicado o requerimento de Gaspar Xavier Neves à Princesa Imperial Regente pedindo como indenização meia légua de terras de frente com uma de fundos no lugar denominado Gravatá (município de Gravatal). |
| 1871                        | 30 de dezembro | Atendendo a solicitação de 16 de dezembro de 1871, responde a Câmara Municipal de Tubarão que: ... esta Câmara informa a V. Exa. que as terras do norte do Gravatá estão decretadas para a continuação da Colônia Teresópolis, e as do sul, que apenas compreendem uma légua, até o (rio) Braço do Norte estão decretadas por Lei Provincial para colonização e por este motivo tem a Presidência da Província indeferido todos os requerimentos pedindo terras por compra neste mesmo lugar. Presidente João Antunes Tio, José Antônio de Amorim, Antônio Gomes de Carvalho, João José Nunes Teixeira, Antônio Rodrigues de Sousa. |
| 1872                        | 21 de outubro | Cinquenta e duas famílias de colonos provenientes da Colônia Teresópolis, estabelecidos desde 1863 na localidade de Rio do Salto, guiadas pelo padre Guilherme Roer à procura de terras férteis, requerem terras ao Imperador Dom Pedro II. |
| 1872                        | novembro | Aviso do Ministério da Agricultura relativo ao abaixo-assinado de 21 de outubro, dirigido ao presidente da província (na época Inácio Accioli de Almeida), permite a transferência das 52 famílias. |
| 1873                        | 6 de maio | É emitido um aviso do Ministério da Agricultura dirigido ao presidente da província (na época Pedro Afonso Ferreira), permitindo a cessão de terrenos às 52 famílias de colonos. Provavelmente em julho tenham chegado os primeiros deles para a derrubada de árvores e construção de ranchos. As primeiras famílias estabelecem-se antes do fim do ano. Até a escolha da sede, em 1878, e sua demarcação e venda a partir de 1879, os colonos habitavam o atual município de São Ludgero, onde o padre Roer rezou a primeira missa |
| 1873                        | 18 de setembro | Telegrama (da secretaria de governo) ao engenheiro Greenhalgh - Respondendo ao seu telegrama datado de ontem, tenho a dizer-lhe que pode vmc. encarregar ao demarcador Manoel Rodrigues de proceder, com urgência, a medição dos terrenos concedidos aos alemães estabelecidos às margens do Braço do Norte do Tubarão |
| 1874                        | | No início do ano as 52 famílias estabelecem-se no vale, totalizando umas trezentas pessoas. |
| 1874                        | 20 de maio | Lei Imperial n° 740 autoriza a construção da Estrada de Ferro Donna Thereza Christina, entre os atuais municípios de Imbituba e Lauro Müller |
| 1874                        | 22 de junho | Em ofício destinado ao presidente da província João Tomé da Silva, o agrimensor João Carlos Greenhalgh relata sobre o orçamento necessário para os reparos necessários à estrada da vila de Tubarão ao núcleo colonial de Braço do Norte. De acordo com seu ofício, "da barra do Braço do Norte ao rio Pequeno não existe estrada e nem ao menos caminhos". |
| 1874                        | 16 de dezembro | O engenheiro João Carlos Greenhalgh pede autorização ao presidente da província, João Tomé da Silva, para que a comissão possa proceder os trabalhos de medição dos lotes destinados aos alemães no rio Braço do Norte |
| 1876                        | | Francisco de Oliveira Sousa, mais conhecido como Chico Galego, instala a primeira casa de negócios, em terras compradas dos Nazário, na margem do rio, em frente ao local denominado Guerrilha |
| 1876                        | 9 de maio | É autorizado o presidente da província a despender com a estrada do Gravatá ao Braço do Norte, e daí à raiz da serra, no município do Tubarão, até a quantia de 12:000$000 (doze contos de réis) B. Cotrim |
| 1876                        | 21 de novembro | Portaria do Ministério da Agricultura, Comércio e Obras Públicas indica uma comissão com a tarefa específica de localizar e medir terras devolutas na região sul de Santa Catarina, resultando na fundação da Colônia Azambuja pelo engenheiro Joaquim Vieira Ferreira. |
| 1877                        | 17 de setembro | Carlos Othon Schlappal entrou no exercício de sua função, seguindo ao lugar de destino, começando nos primeiros dias de outubro os trabalhos de campo. Neste relatório consta que: "Além dos trabalhos apresentados na planta junta, medimos o terreno de João Nunes da Silva ... Um dos signatários da petição de 21 de outubro de 1872." |
| 1877                        | 10 de novembro | Edital do engenheiro Carlos Othon Schlappal, lavrado no Rio Braço do Norte: "Edital O Engenheiro Carlos Othon Schlappal nomeado pelo Governo Imperial, para verificar a medição de lotes coloniaes nos valles dos rios Braço do Norte e Capivary, e ahi discriminar as terras do dominio Publico das do particular e Juiz Commissario ad hoc. Faz publico q. ninguem pode abrir picada, medir e demarcar em terras devolutas, ainda que sejão requeridas ou para requerer, sem serem de definitiva propriedade nas respectivas zonas, sem que para isso sejão autorisados pelo Governo: os contraventores serão sujeitos ao Artº 2º 2 § unico da Lei nº 601 de 18 de Setembro de 1850. E para que chega ao conhecimento de todos, mandei afixar o presente Edital nos lugares mais publicos. Rio Braço do Norte em 10 de Novembro de 1877. O Engenheiro Carlos Othon Schlappal" |
| 1877                        | Nesta época o engenheiro Joaquim Vieira Ferreira estava medindo as terras da Colônia Azambuja. Sua família morava em Pedrinhas, próximo à Barra do Norte. Seu filho relata: "Pela estrada não passavam só as tropas que vinham da serra, mas também os cargueiros em que os alemães do Braço do Norte levavam a Tubarão os produtos de suas lavouras e as linguiças de sua salsicharia. Vendiam um pão de milho amassado com alguma farinha de trigo à moda portuguesa." | |
| 1877                        | A província de Santa Catarina é dividida em quatro comarcas eclesiásticas, sendo a da Laguna composta pelas freguesias de "S. Antonio dos Anjos da cidade da Laguna, S. Anna de Villa Nova, N. S. da Piedade do Tubarão, São João d'Imaruhi, e N. S. Mãe dos Homens do Araranguá" | |
| 1878                        | | Criado um sub-distrito policial, passo fundamental para a organização administrativa do vale |
| 1878                        | O agrimensor Carlos Othon Schlappal escolhe terras em mata, para um futuro povoado, centro administrativo e religioso de todo o vale | |
| 1878                        | A população do núcleo colonial consta de 122 famílias, compostas de 716 indivíduos, sendo 353 do sexo masculino e 363 do sexo feminino | |
| 1879                        | 3 de maio | Zeferino José de Mattos pede a compra de trezentos e trinta metros de terra de frente, no rio de Braço do Norte, nos fundos do lote colonial pertencente a seu pai José da Silva Mattos, com fundos até a extrema das terras de Gaspar Xavier Neves. |
| 1879                        | 25 de agosto | A população dos colonos alemães é de 78 famílias, com 468 almas, e 44 famílias de colonos nacionais, com 248 almas, o que perfaz o total da população de 716 indivíduos |
| 1879                        | 14 de outubro | Relatório de Carlos Othon Schlappal mapeia o local da sede da colônia, incorporando-o à província mediante a aquisição de terras pertencentes a Luís Nazário e Francisco de Oliveira Sousa. Por ser um quadrado de terras reservado para lotes urbanos, foi designado por Quadro, nome que substituiu o de Guerrilha. A sede foi dividida em 89 lotes urbanos, as ruas com 20 m de largura, e a praça com um quadrado de 220 m de lado. São Ludgero, onde as 52 famílias instalaram-se, continuou a ser designada como Braço do Norte, e mais tarde como "colônia" |
| 1880                        | | A população é de 920 almas ao todo, aumento este devido somente aos nascimentos e novas admissões de parente e agregados |
| 1881                        | | Documento de Charles Mitchell Smith Leslie, sobre a medição das terras do patrimônio dotal da Princesa Isabel, com os seguintes dados: "Divisão da posse de Luis Nazário Correia, em que se acha colocada a sede da colônia de Braço do Norte: Luis Nazário Correia requereu do governo, em frente ao lugar outrora denominado Guerrilha, 1.500 braças de frente pelo rio, por 600 braças, mais ou menos, de fundo. Ele vendeu estas 1.500 braças em lotes, a diversas pessoas que hoje estão de posse: \| Posseiro \| Lote (braças de frente) \| Observação \| \| Alexandre Campos \| 200 \| \| \| Amorim \| 200 \| \| \| Nazarinho \| 200 \| \| \| Severino Francisco de Matos \| 80 \| \| \| Francisco de Souza \| 120 \| \| \| Luis Nazário Correia \| 150 \| Estas duzentas braças pelo rio, com duzentas de fundo, formam hoje a sede de Braço do Norte \| \| Francisco de Oliveira Sousa \| 50 \| Estas duzentas braças pelo rio, com duzentas de fundo, formam hoje a sede de Braço do Norte \| \| Custódio Gordo \| 110 \| Há uma pequena mina na terra de Custódio Gordo \| \| Manuel Nazário \| 150 \| \| \| Custódio Gordo \| 240 \| \|                                                                                |
| 1881                        | A população em 1881 é de aproximadamente 920 almas | |
| 1881                        | De acordo com Joaquim Caetano Pinto Júnior, a população da frequesia do Tubarão é de 13 mil almas, sendo 2 mil pertencentes à Colônia Azambuja e 1 mil à colônia alemã de Braço do Norte | |
| 1882                        | 7 de abril | Inauguração da Estação Telegráfica de Tubarão, pelo telegrafista Henrique Porfírio Lopes. |
| 1882                        | 2 de dezembro | Fundação da Colônia Grão Pará, com escritório estabelecido provisoriamente no Quadro |
| 1884                        | 1 de setembro | Inauguração da Estrada de Ferro Donna Thereza Christina |
| 1884                        | 27 de dezembro | Passagem do Conde d'Eu por Braço do Norte, ao deslocar-se de Orleans a Grão-Pará |
| 1887                        | 7 de maio | Fundação do município de São Joaquim. Uma ligação do planalto com o litoral, através da Serra do Imaruí, passa por Braço do Norte |
| 1887                        | 22 de agosto | Inauguração da Capela de Santa Augusta |
| 1888                        | 2 de outubro | Lei n° 1217 - Criação do Distrito de Paz do Braço do Norte |
| 1889                        | 15 de novembro | Proclamação da República do Brasil |
| 1890                        | | Fixa-se em Braço do Norte José Cláudio Santana (1867 – 1920), tropeiro e caixeiro de Francisco de Oliveira Sousa, instalando uma serraria e casa de negócios. |
| 1892                        | 9 de março | O padre Carlos Boegershausen visita a Capela do Senhor Jesus do Bonfim e de São José, em Braço do Norte |
| 1892                        | 17 de maio | Decreto n° 152 - Legislação de criação do distrito, subordinado a Tubarão |
| 1893                        | fevereiro a agosto de 1895 | Durante a Revolução Federalista, mais proximamente ao seu término, colonos e guerrrilheiros foram mortos em Braço do Norte. Na praça central foi morto José Voss, e nas imediações da ponte de arame, também no centro, foram mortos Huberto Venke e os irmãos Dimon. Foram fuzilados quando em fuga a nado no rio Braço do Norte. Em São José, no caminho para Rio Fortuna, foi morto um filho aleijado do velho Borgert. |
| 1893                        | 16 de agosto | Lei n° 13 - A Câmara Municipal de Tubarão concede uma área de 440 metros quadrados em Quadro do Norte, para patrimônio da sede do distrito |
| 1893                        | 24 de agosto | Nascimento de Nicolau Gesing |
| 1893                        | 31 de dezembro | Nascimento de Huberto Rohden |
| 1895                        | 9 de maio | José Cláudio de Santana é designado chefe escolar (delegado literário) da escola mista municipal da sede de Braço do Norte ou Capela do Nosso Senhor do Bonfim, da qual era professor Manuel Barbosa Cabral. Para a escola mista municipal da Capela de São José de Braço do Norte foi designado professor Guilherme Oenning |
| 1899                        | | As Irmãs da Divina Providência iniciam em Braço do Norte uma escola paroquial com oito alunos (que deu origem ao Colégio São Ludgero) |
| 1901                        | | Demolição da capela de Braço do Norte. Em seguida João Batista Uliano construiu a igreja de Braço do Norte, antecedida pela Igreja Nosso Senhor do Bonfim |
| 1902                        | fevereiro | São professores do município de Tubarão no distrito de Braço do Norte os senhores João Elói Schmidt e Eurich Wilke. Em 5 de fevereiro de 1905 continuam no mesmo cargo. |
| 1902                        | 3 de outubro | Resolução 719 - Criação do Distrito Policial |
| 1902                        | O Quadro Braço do Norte torna-se sede das comunidades luteranas do Sul de Santa Catarina | |
| 1908                        | | Neste ano havia uma escola estadual de pau a pique, onde atualmente está a casa paroquial, sendo seu professor João Elói Schmidt |
| 1909                        | julho | Visita pastoral do bispo João Becker |
| 1914                        | 28 de julho | Início da Primeira Guerra Mundial |
| 1916                        | 28 de março | Nascimento de Frederico Hobold, Arcebispo Metropolitano de Florianópolis. Faleceu em Florianópolis, em 12 de março de 1970 |
| 1916                        | Visita pastoral de Dom Joaquim, vindo de Florianópolis a cavalo. Celebrou 224 crismas. Viajou de 8 de maio a 30 de agosto | |
| 1917                        | | Curato |
| 1918                        | 4 de agosto | Eleições para superintendente (prefeito) de Tubarão, sendo reeleito João Luís Collaço. Otto Feuerschuette venceu somente no distrito de Braço do Norte, com 35 votos, recebendo o Coronel Collaço 25 votos. |
| 1918                        | 11 de novembro | Fim da Primeira Guerra Mundial |
| 1921                        | | Notícia do jornal "A Imprensa", de Orleans: "Está sendo aberta a estrada de rodagem Tubarão-Gravatal" |
| 1922                        | | Inauguração do clube "7 de Setembro" |
| 1924                        | | Construção da escola paroquial, sendo seu primeiro professor Pedro Scharf |
| 1926                        | 10 de junho | Lei Municipal n° 142 - O distrito é oficialmente denominado Collaçópolis, em homenagem ao coronel da Guarda Nacional Luís Martins Collaço |
| 1927                        | 27 de setembro | Início da abertura da primeira estrada ligando Tubarão a Florianópolis, passando por Imaruí |
| 1927                        | É aberta a estrada de rodagem entre Gravatal e Braço do Norte, na administração de Otto Feuerschuette, sendo empreiteiro Júlio Boppré. Esta estrada ligou a colônia federal de Anitápolis a Tubarão, passando por Rio Fortuna e Braço do Norte. | |
| 1928                        | 26 de junho | Lei n° 149 - Denominação definitiva de Braço do Norte |
| 1929                        | | É formada uma comissão para construção da torre e alargamento da igreja. Decidiu-se então pela construção de uma nova igreja, que é a atual, na praça Padre Roer |
| 1930                        | 31 de janeiro | A Prefeitura Municipal de Tubarão apresentou a arrecadação (na época Braço do Norte e as outras localidades eram distritos de Tubarão): - Tubarão - 1:737$000 - Gravatal - 355$000, desmembrado de Tubarão em 20 de dezembro de 1961 - Capivary - 210$000, desmembrado de Tubarão em 30 de março de 1992 - Rio Fortuna - 125$000, desmembrado de Braço do Norte em 21 de junho de 1958 - Braço do Norte - 1:402$000 (Um conto e 402 mil réis), desmembrado de Tubarão em 22 de outubro de 1955 - Pedras Grandes - 67$500, desmembrado de Tubarão em 20 de dezembro de 1961 - Azambuja - 22$500, pertencente a Pedras Grandes - 13 de Maio - 60$000, desmembrado de Tubarão em 20 de dezembro de 1961 |
| 1930                        | 1 de março | Nas eleições havia 173 votantes, não ocorrendo abstinência. Os quatro candidatos listados a seguir obtiveram 173 votos, o que demonstra o rígido controle político do coronelismo na região: - Pereira e Oliveira (senador) - Edmundo da Luz Pinto (deputado federal) - Fúlvio Aducci (deputado federal) - Walmor Branco (deputado federal) |
| 1930                        | 3 de outubro | Pedro Philippi e seu pai, de Braço do Norte, integram a tropa de civis na revolução de 1930, que partindo de Torres invadem Santa Catarina |
| 1930                        | 9 a 16 de outubro | As tropas revolucionárias comandadas por Trifino Correia estabelecem seu quartel-general em Braço do Norte |
| 1930                        | 27 de outubro | Ligadas as chaves da primeira usina elétrica, propriedade do então intendente Teodoro Bernardo Schlickmann |
| 1930                        | A escola paroquial é transformada pelo governo em Grupo Escolar Dom Joaquim, com 4 professores | |
| 1930                        | Visita pastoral de Dom Joaquim, viajando de 18 de janeiro a 28 de fevereiro. Na paróquia de Quadro do Norte realiza 2589 crismas | |
| 1931                        | 7 de setembro | É lançada a pedra fundamental da Igreja Nosso Senhor do Bonfim |
| 1932                        | janeiro | Concluídos os fundamentos da Igreja Nosso Senhor do Bonfim |
| 1932                        | O Pastor Wilhelm Schmidt chega em Quadro Braço do Norte | |
| 1933                        | | Conclusão da torre direita da Igreja Nosso Senhor do Bonfim |
| 1933                        | Instala-se em Braço do Norte o médico charlatão André Kirialege, judeu da Tchecoslováquia, onde permaneceu atuando como médico até 1935 | |
| 1935                        | 30 de junho | Instalação do Hospital Santa Terezinha na Praça Coronel Collaço, na antiga casa paroquial da Igreja Evangélica de Confissão Luterana no Brasil, onde residiu com sua família o pastor Karl Schwab |
| 1936                        | | É formada uma comissão pró hospital, presidida por Teodoro Bernardo Schlickmann, sendo o padre Jacó Luiz Nebel presidente de honra. O hospital provisório foi instalado na casa anteriormente alugada pelo falso médico. Sem médico nem enfermeira, foi contratada a senhora Rosa Schroeder, parteira de Armazém, permanecendo até 1940. Nesta época o hospital provisório foi assistido por alguns médicos, dentre eles Miguel de Patta e Azan |
| 1937                        | | A comissão pró-hospital, presidida então por Bernardo Francisco Locks, decide-se pela construção de um prédio próprio |
| 1938                        | | Feitura e assinatura dos estatutos do futuro hospital |
| 1938                        | Continuam a circular na imprensa queixas contra o terço em alemão. É publicado um aviso indicando que as inscrições nos cruzeiros em frente às igrejas sejam redigidos em português | |
| 1939                        | 1 de setembro | Início da Segunda Guerra Mundial |
| 1940                        | | Visita pastoral de Dom Joaquim, agora de automóvel |
| 1941                        | | Instala-se o médico recém formado Hernesto Essenfeld |
| 1942                        | 24 de julho | É lançada a pedra fundamental do Hospital Santa Terezinha, sob a presidência de Oswaldo Westphal, em terreno doado por Jacó Batista Uliano, anteriormente de propriedade da firma Pinho e Cia |
| 1942                        | 23 de outubro | O vigário é detido por ordem do Secretário da Segurança Social e Política, retornando a Braço do Norte somente em 23 de dezembro |
| 1943                        | | Primeira tentativa de criação do município, desmembrando-o de Tubarão. Pedro Michels e Dorvalino Locks viajam a Florianópolis, a fim de discutir suas pretensões com o interventor Nereu Ramos, porém esta primeira tentativa de emancipação política foi frustrada |
| 1943                        | Uma linha diária de ônibus da Empresa Águia liga a vila do Braço do Norte à cidade de Tubarão | |
| 1944                        | 6 de agosto | Inauguração do Grupo Escolar Dom Joaquim Domingues de Oliveira |
| 1945                        | 2 de setembro | Fim da Segunda Guerra Mundial |
| 1949                        | fevereiro | Chegaram as duas primeiras irmãs do Instituto Coração de Jesus, irmã Sofia e irmã Dária, vindas do Rio de Janeiro |
| 1949                        | Retira-se de Braço do Norte o médico Davi Cutim (falecido em São Paulo em 11 de fevereiro de 2011, com 97 anos de idade). Instala-se em Braço do Norte o médico Luís Mello | |
| 1950                        | | Braço do Norte torna-se paróquia, tendo sido curato desde 1917. É iniciada a construção da casa paroquial |
| 1951                        | 30 de setembro | É benzida a nova matriz. As estátuas de madeira foram feitas pelo escultor italiano Artur Pederzoli |
| 1951                        | Instala-se em Braço do Norte o médico recém formado Oswaldo Wolff Dick, após ter-se retirado o médico Luís Mello | |
| 1951                        | Início da trasladação do antigo para o atual Cemitério Municipal de Braço do Norte | |
| 1952                        | | Visita pastoral de Dom Joaquim, desta vez deslocando-se de avião. Decolou de Florianópolis em 27 de novembro, com destino a Tubarão. Retornou em 23 de dezembro. |
| 1952                        | Inauguração da casa paroquial | |
| 1952                        | Demolição do prédio antigo do Grupo Escolar Dom Joaquim | |
| 1953                        | 16 de dezembro | Criados 15 novos municípios. |
| 1953                        | 31 de dezembro | Lei n° 1022 - Criação do Município de Braço do Norte, constituído de dois distritos: Braço do Norte e Rio Fortuna. O tenente Pedro Nogueira de Castro foi indicado pelo governador Irineu Bornhausen como prefeito provisório |
| 1954                        | 15 de novembro | Dorvalino Locks assume a prefeitura municipal, permanecendo no cargo até 22 de junho de 1955 |
| 1954                        | 28 de dezembro | Criação da Diocese de Tubarão, desmembrada da Arquidiocese de Florianópolis. O primeiro bispo foi Dom Anselmo Pietrulla, de 11 de maio de 1955 a 17 de setembro de 1981 |
| 1954                        | Estabelece-se em Braço do Norte o médico Vilson Lapa | |
| 1955                        | 22 de junho | A criação do município é declarada inconstitucional, e Braço do Norte volta a ser distrito de Tubarão |
| 1955                        | 22 de outubro | Lei n° 231 - Criado novamente o município de Braço do Norte, desta feita definitivamente. Na época seus municípios limítrofes eram Bom Retiro, Palhoça, Imaruí, Tubarão e Orleans |
| 1955                        | 26 de novembro | Instalação do município, constituído de dois distritos: Braço do Norte (sede) e Rio Fortuna |
| 1958                        | 21 de junho | Lei estadual n° 348 - O município de Rio Fortuna é desmembrado de Braço do Norte |
| 1959                        | 10 de maio | Criação da comarca de Braço do Norte |
| 1962                        | 12 de junho | Lei n° 829 - O município de São Ludgero é desmembrado de Braço do Norte |
| 1970                        | 22 de novembro | Os despojos do padre Jacó Luiz Nebel foram trasladados de Brusque, onde morreu em 14 de julho de 1954, para Braço do Norte, de acordo com um de seus últimos pedidos |
| 1972                        | | Inauguração do asfaltamento da estrada Braço do Norte - Gravatal, trecho da SC-438 |
| 1974                        | 24 de março | A grande enchente destrói definitivamente o trecho da Estrada de Ferro Donna Thereza Christina entre Tubarão e Lauro Müller |
| 1999                        | 20 de novembro | Lei n° 11227 - São desmembrados do município de Orleans e anexados ao município de Braço do Norte os bairros: Lado da União, Rio Glória Baixo, Rio Glória Alto (anexação parcial) e Rio Cachorrinhos. A área anexada abrange 29,71 km² |
| 2001                        | 25 de outubro | Lei n° 11956 - O município é oficialmente reconhecido como Capital Catarinense da Moldura |
| 2017                        | 31 de maio | Lei n° 13447 - O município é oficialmente considerado como Capital Nacional do Gado Jersey |
| Posseiro                    | Lote (braças de frente) | Observação |
| Alexandre Campos            | 200 | |
| Amorim                      | 200 | |
| Nazarinho                   | 200 | |
| Severino Francisco de Matos | 80 | |
| Francisco de Souza          | 120 | |
| Luis Nazário Correia        | 150 | Estas duzentas braças pelo rio, com duzentas de fundo, formam hoje a sede de Braço do Norte |
| Francisco de Oliveira Sousa | 50 | Estas duzentas braças pelo rio, com duzentas de fundo, formam hoje a sede de Braço do Norte |
| Custódio Gordo              | 110 | Há uma pequena mina na terra de Custódio Gordo |
| Manuel Nazário              | 150 | |
| Custódio Gordo              | 240 | |

### Lei de criação do município
Lei n° 231, de 22 de outubro de 1955.
Cria o município de Braço do Norte, da qual são transcritos aqui os dois primeiros artigos:
- 1° — Fica, de conformidade com a Resolução n° 24, de 28 de julho do corrente ano, da Câmara Municipal de Tubarão, sobre desmembramento de seu território, criado o município de Braço do Norte, com sede na vila do mesmo nome.
- 2° — O município criado por esta lei terá os seguintes limites:
  - a) — com o município de Bom Retiro: começa na nascente do Rio Pequeno, na Serra Geral, e segue pelos taimbé desta serra até a nascente do Rio Santo Antônio;
  - b) — com o município da Palhoça: começa na nascente do Rio Santo Antônio, na Serra Geral, desce por ele até a sua foz no rio do Meio; por este abaixo até desembocar no Rio Braço do Norte; sobe por este até a foz do Rio Felícia; por este acima até a sua nascente; continua por uma linha seca até alcançar a mais alta nascente do Rio Sete;
  - c) — com o município de Imaruí: começa na mais alta nascente do Rio Sete e segue pelo divisor de águas dos afluentes dos rios Braço do Norte e Capivarí até alcançar a mais alta nascente do Rio Pinto; desce por este até a sua foz no Rio Gabiroba; por este abaixo até encontrar a foz do Rio Indaial;
  - d) — com o município de Tubarão: partindo da foz do Rio Indaial, segue por uma linha seca até encontrar o ponto mais próximo do divisor de águas dos rio Braço do Norte e Capivarí, entre os rios Carolina e Peroba, segue por este divisor até a mais alta nascente do Rio Corujas; desce por este até receber o Rio Bom Retiro; segue por este até a sua mais alta nascente, na Serra do Bom Retiro; continua por esta até a mais alta nascente do Rio do Pouso; continua, ainda, por uma linha seca até a nascente da Sanga dos Mendes; por esta até a sua foz no Rio Braço do Norte;
  - e) — com o município de Orleans: começa na foz da Sanga dos Mendes, no Rio Braço do Norte, por este até a foz do Rio Pequeno; sobe por este até a sua nascente na Serra Geral.

Em um mapa de Braço do Norte de 1950 podem ser vistos diversos destes marcos divisórios.

### Guia do Estado de S. Catharina, 1941
No Guia do Estado de S. Catharina, 2º Volume: Parte Comercial, 1941, publicado pela Livraria Central de Alberto Entres, Florianópolis, há diversas informações relativas a Braço do Norte, quando ainda distrito de Tubarão. A partir da página 431 colhe-se as informações relativas a Braço do Norte: o prefeito municipal era Marcolino Martins Cabral, sendo intendente distrital de Braço do Norte Bernardo Francisco Locks. Era escrivão de paz Pedro Teixeira Collaço, e a iluminação pública por luz elétrica de origem hidráulica era fornecida por Teodoro Bernardo Schlickmann. A linha de ônibus Tubarão - Braço do Norte estava a cargo de Inocêncio & Schlickmann, todos os dias, saindo de Braço do Norte as 5 horas da manhã e partindo de Tubarão as 15 horas, após a chegada dos trens da Estrada de Ferro Donna Thereza Christina. Segue então uma lista com o título, Comércio, Indústria e Profissão, selecionando-se os relativos a Braço do Norte:
- Café-bar: Germano Kuerten
- Casas comerciais de diversos gêneros e artigos: Alexandre Sandrini, Domício Zapelini, Eleutério Eduardo Germano, Fernando Kindermann, Jacó Brüning, José Manuel Mendes, João Augusto da Cunha, Júlio Manuel Mendes, Otávio Losso (na Praça Coronel Collaço), Pascoina Sandrini, Teodoro Bernardo Schlickmann
- Dentistas: Frederico Kuerten
- Empresas de transporte: Bertino Schlickmann, Conrado Niehues, Inocêncio & Schlickmann, João Tomás Fraga
- Farmácias: Demétrio Paulo da Silva Medeiros
- Fábricas: Aguardente - Francisco Brüning, Jacó Bernardo Ruh, José Schlickmann, Martins & Irmão; Banha - Bernardo Blömer, Bernardo Felipe, Francisco Martins da Fonseca; Bebidas: Lauro Koch, Pascoina Sandrini; Empresa elétrica - Teodoro Bernardo Schlickmann; Fécula - Benjamin Bianchini; Laticínios - H. Sandrini & Cia; Marcenaria - Oswaldo Westphal
- Hotéis: João Ângelo, José Speck
- Marcenarias: Guilherme Daufenbach
- Médicos: Paulo Batista Rombo Benoni
- Oficinas mecânicas: João Jacó Uliano (filho de Jacó Batista Uliano), Oswaldo Westphal
- Padarias e confeitarias: Elias Garbelotto, Francisco Locks
- Sapatarias: Arcângelo Volpato, Eleotério Eduardo Germano, Jacó Ghizoni, João Jacó Uliano

Desta lista também fazem parte anúncios em destaque:
- João Jacó Uliano: Estabelecido com uma bem montada oficina mecânica. Concertos de automóveis, motocicletas, etc
- Otávio Losso: Casa de ferragens, tintas e gêneros alimentícios
- Fernando Kindermann: Casa de ferragens, louças e gêneros alimentícios
- Oswaldo Westphal: Estabelecido com uma bem montada oficina mecânica. Especializado em obras para construções e carrocerias de caminhões. Mantém em depósito grande quantidade de madeiras secas para atender com rapidez qualquer encomenda do ramo
- Domício Zapelini: Casa de gêneros alimentícios. Compra e vende gêneros do país (errata página 532)
- Gabinete dentário de Frederico Kuerten: Os trabalhos são executados pelo sistema mais moderno. Consultório em sua residência à Praça Padre Roehr
- Sapataria Futurista Jacó Ghizoni: Grande stock de calçados de fábricas. Os calçados de sua fabricação são em couros de 1ª qualidade por preços reduzidos
- Alexandre Sandrini: Casa de fazendas, armarinhos e miudezas. Agente da Empresa Auto-Viação Urussanga
- Teodoro Bernardo Schlickmann: Casa de fazendas, armarinhos, secos e molhados. Correspondente dos Bancos Nacional do Comércio e Indústria e Comércio de Santa Catarina

Em páginas relativas a outros municípios estão erroneamente localizadas as inserções comerciais:
- P. 398: Lucas Kindermann. Estabelecido com bar e salão de Snoocker
- P. 398: Banha de porco refinada marca "Buss". Fabricada com o máximo escrúpulo, alva e consistente. Fabricante e exportador: Buss Irmãos e Cia
- P. 402: Martins Irmãos. Estabelecidos com torrefação e moagem de café e com fábrica de aguardente. Emprega-se os melhores cafés do Rio (de Janeiro) e da Ilha (Florianópolis). Está apto para atender a qualquer pedido do sul do estado
- P. 402: Brognoli Sandrini. Estabelecidos com casa de gêneros alimentícios e miudesas, fábrica de gasosas de frutas e do afamado vinagre saboroso, analisado pelo Laboratório Bromatológico do Rio Grande do Sul, sob nº 1084, contém 4 ácidos

## Poder Executivo

### Eleições 2012
Nas eleições municipais no Brasil em 2012, ocorridas em 7 de outubro de 2012, foi eleito prefeito de Braço do Norte Ademir Matos, com 52,53% dos votos válidos.

### Eleições 2016
Nas eleições municipais no Brasil em 2016, ocorridas em 2 de outubro de 2016, foram eleitos prefeito de Braço do Norte Roberto Kuerten Marcelino, e vice-prefeito Ronaldo Fornazza, com 64,33% dos votos válidos.

### Eleições 2020
Nas eleições municipais no Brasil em 2020, ocorridas em 15 de outubro de 2020, foram eleitos prefeito de Braço do Norte Roberto Kuerten Marcelino, e vice-prefeito Ronaldo Fornazza, com 70,38% dos votos válidos.

## Poder Legislativo
Ver vereadores de Braço do Norte.

## Entretenimento
Braço do Norte já teve dois cinemas, ambos na praça Padre Roer. O mais antigo foi o Cine Guarani, de propriedade de Turíbio Schmidt. O segundo foi o Cine Guadalajara, fundado no início da década de 1970, de propriedade de Martinho Rech. Ambos estão desativados.

## Esporte
O "Sete de Setembro" é o clube de futebol tradicional da cidade, fundado na década de 1940.

## Geografia
Sua população é estimada em 27 730 habitantes (IBGE/2007), vivendo numa área de 223,91 km².
O Vale do Braço do Norte tem início na Barra do Norte (afluência do Rio Braço do Norte no Rio Tubarão), no município de São Ludgero, e estende-se até o município de Anitápolis.
A distância até a capital Florianópolis é de 170 km, seguindo inicialmente no sentido sul até Tubarão e então no sentido norte pela BR-101. A distância até a capital pode ser reduzida a 150 km, partindo de Braço do Norte a Rio Fortuna, passando por São Bonifácio, e prosseguindo então pela BR-282 até Florianópolis. O inconveniente deste percurso são os 48 km entre Rio Fortuna e São Bonifácio, pois a estrada é em leito natural e repleta de curvas.

### Ligações rodoviárias regionais
Municípios fronteiriços. As conexões de Braço do Norte com os municípios fronteiriços, por rodovias estaduais pavimentadas, são:
- Armazém, a partir de Gravatal, distância de 8 quilômetros pela rodovia SC-431 (rodovia Sílvio João de Oliveira)
- Grão-Pará, distância de 12 km pela rodovia SC-439 (rodovia Oswaldo Westphal)
- Gravatal, distância de 16 km pela rodovia SC-438 (rodovia Hercílio Zappellini)
- Orleans, a partir de São Ludgero, distância de 15 km, prosseguindo pela rodovia SC-438 (rodovia Daniel Brüning)
- Rio Fortuna, distância de 19 km pela rodovia SC-482 (rodovia Frederico Kuerten)
- São Ludgero, distância de 7 km pela rodovia SC-438 (rodovia Daniel Brüning)

Municípios próximos
- Urussanga, distante 39 km, passando por Orleans e seguindo a rodovia SC-446
- Criciúma, distante 59 km, passando por São Ludgero, Orleans, Urussanga e Cocal do Sul
- Laguna, distante 60 km via Tubarão e BR-101
- Tubarão, distante 33 km via SC-438 (rodovia Hercílio Zappelini)

## Economia
Até a década de 1960 a economia do município era fundamentada na agropecuária.
O município de Braço do Norte tem um parque industrial diversificado, produzindo entre outros bebidas e refrigerantes (por exemplo, Água da Serra), doces e produtos alimentícios (por exemplo, Áurea Alimentos), máquina para acabamento de molduras (por exemplo, Unesa Máquinas), principalmente os derivados de leite, suinos e aves.
Destacam-se os setores de máquinas e equipamentos, produtos de uso doméstico (higiene e limpeza), produtos têxteis e esmaltados. Porém de realce maior é o parque industrial dedicado à produção de molduras.
O parque industrial moldureiro, iniciado por Heriberto Effting em Braço do Norte, abrange atualmente os municípios de Grão-Pará, Orleans e São Ludgero, constituindo o maior parque sul-americano na produção de molduras.

## Bairros

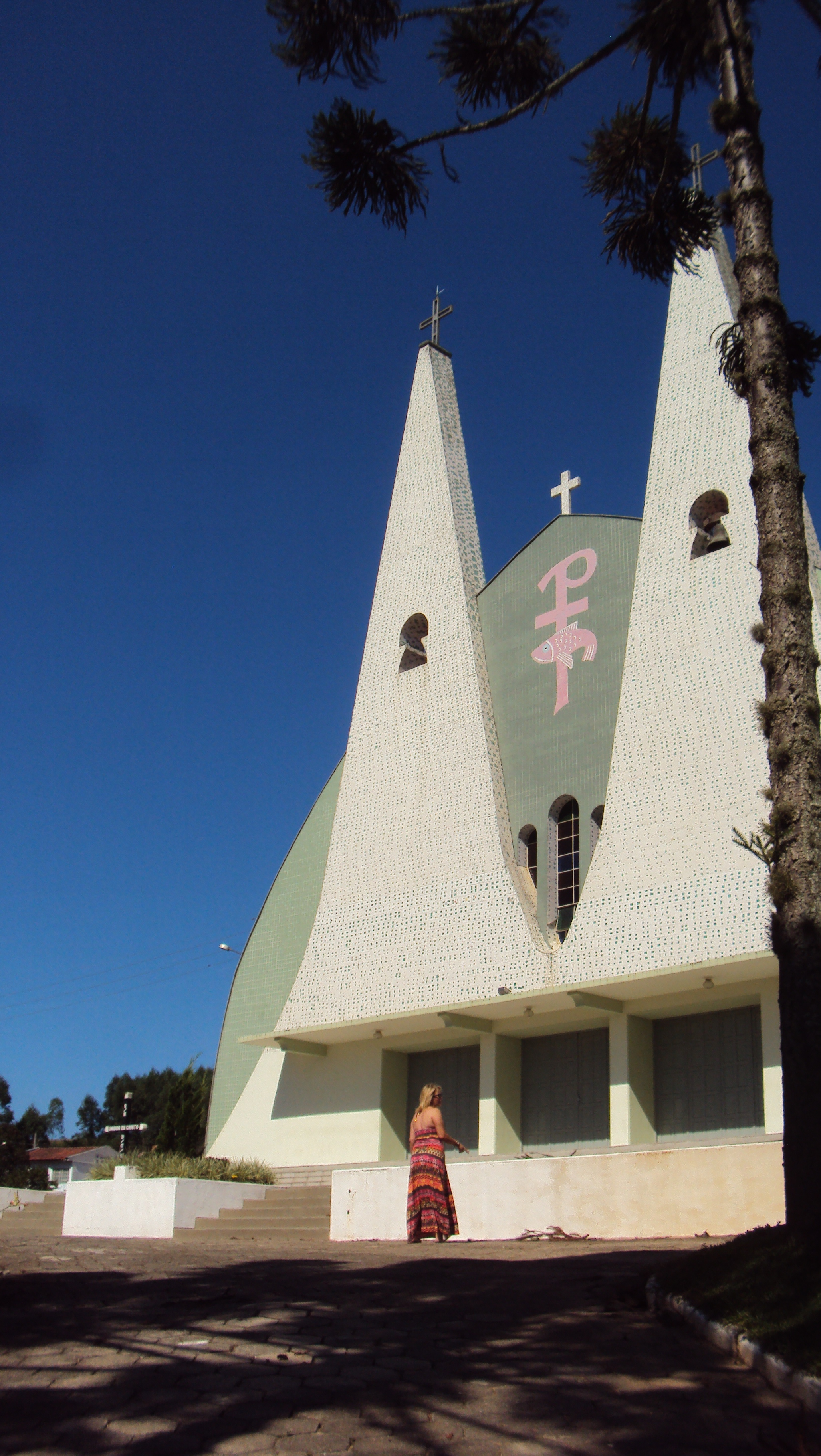
Igreja de Pinheiral, região densa em pinheiros (araucária) nos primórdios da colonização do Vale do Braço do Norte, que originaram a denominação do bairro. Em primeiro plano na direita da foto uma araucária.

O perímetro urbano de Braço do Norte é composto de 19 bairros, incluíndo o centro (Lei municipal nº 1465, de 30 de abril de 1999):
1. Centro
2. Bela Vista
3. Coloninha
4. Floresta
5. INSS
6. Nossa Senhora de Fátima
7. Rio Bonito
8. Santa Augusta
9. São Basílio
10. São Francisco de Assis
11. São Januário
12. Trevo
13. Uruguaia
14. Vila Nova
15. Nossa Senhora das Graças
16. Lado da União
17. Santa Paulina
18. Sertão do Rio Bonito
19. Santa Luzia

Os demais bairros, compondo a zona rural, são:
1. Açucena
2. Alto Travessão
3. Avistoso
4. Azeiteiro
5. Baixo Pinheiral
6. Corujas
7. Foz do Rio Amélia
8. Linha Uruguaia
9. Morro Azul
10. Pinheiral
11. Riacho Alegre
12. Rio Amélia
13. Rio Bonito
14. Rio Cachorrinhos
15. Rio Carolina
16. Rio Glória Baixo
17. Rio Glória Alto
18. Rio Indaial
19. Rio Santo Antônio
20. São José
21. São Maurício
22. Sertão do Rio Bonito
23. Taquaruçu
24. Tijuquinha
25. Travessão
26. Vila Alegre
27. Vista Alegre

## Galeria

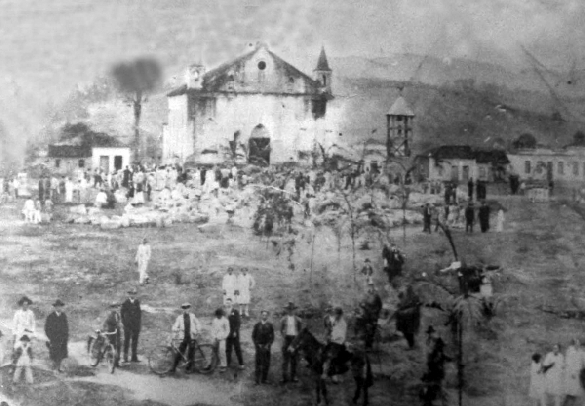
A primeira igreja de Braço do Norte, construída por João Batista Uliano e demolida no início da década de 1930
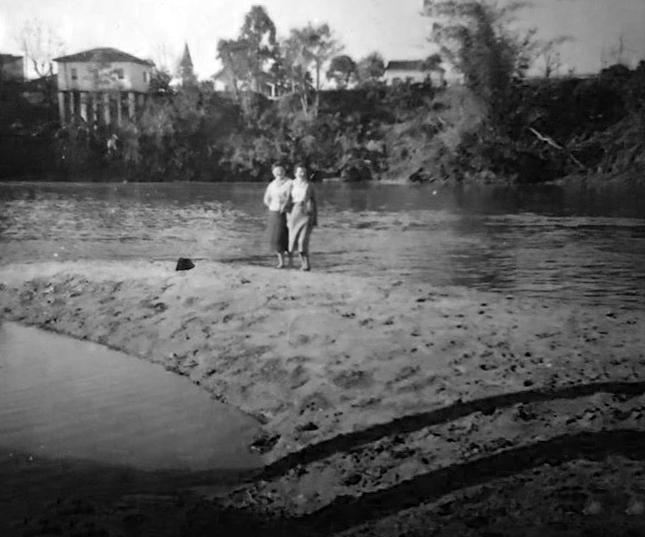
Foto registrada no Lado da União nas margens do rio Braço do Norte. Ao fundo uma torre da igreja e à direita desta, parcialmente encoberta por uma árvore, a casa do ferreiro João Vieira.

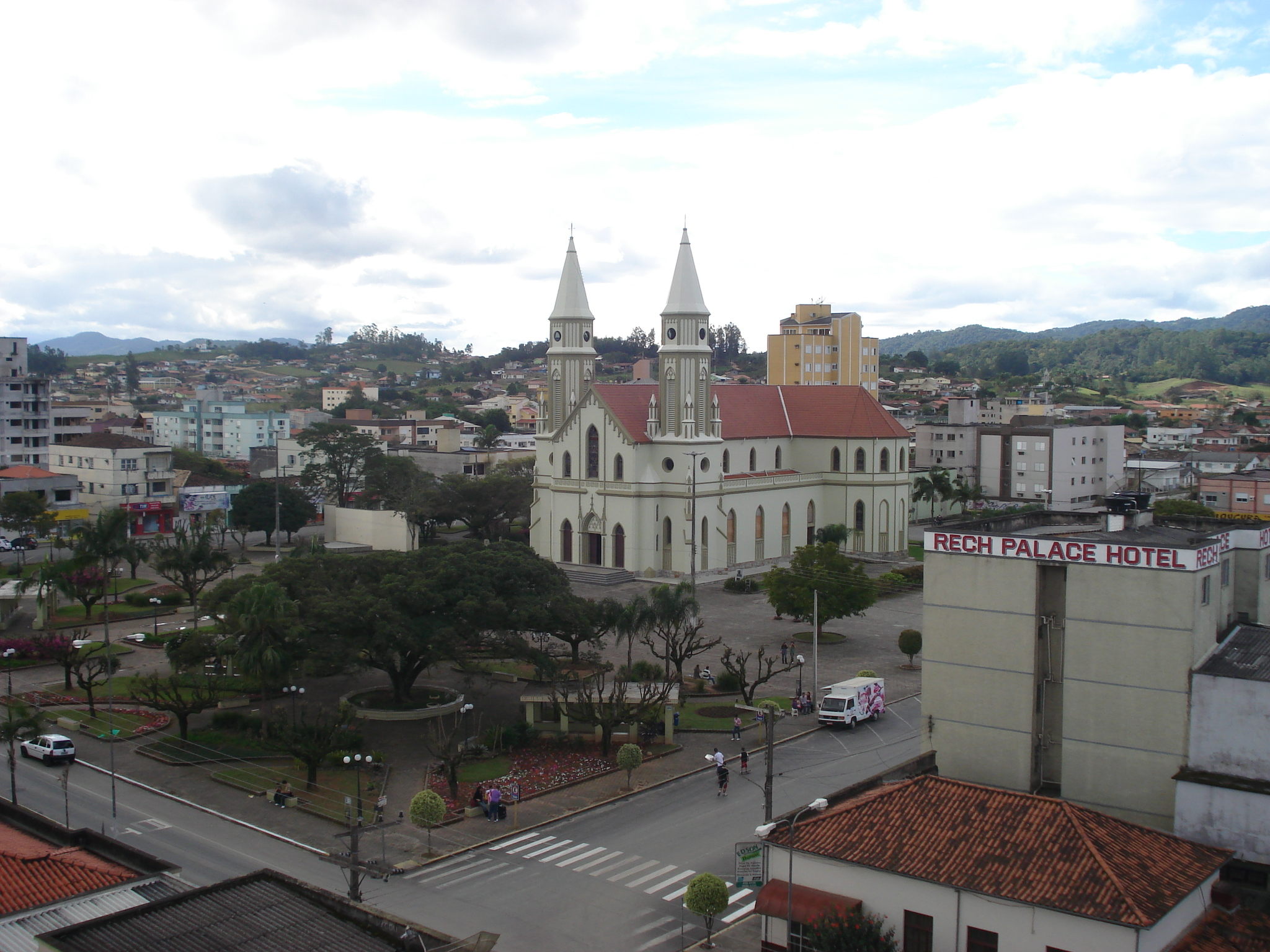
Igreja Matriz Nosso Senhor do Bom Fim. Fotografia do bioquímico Roberto Pereira.
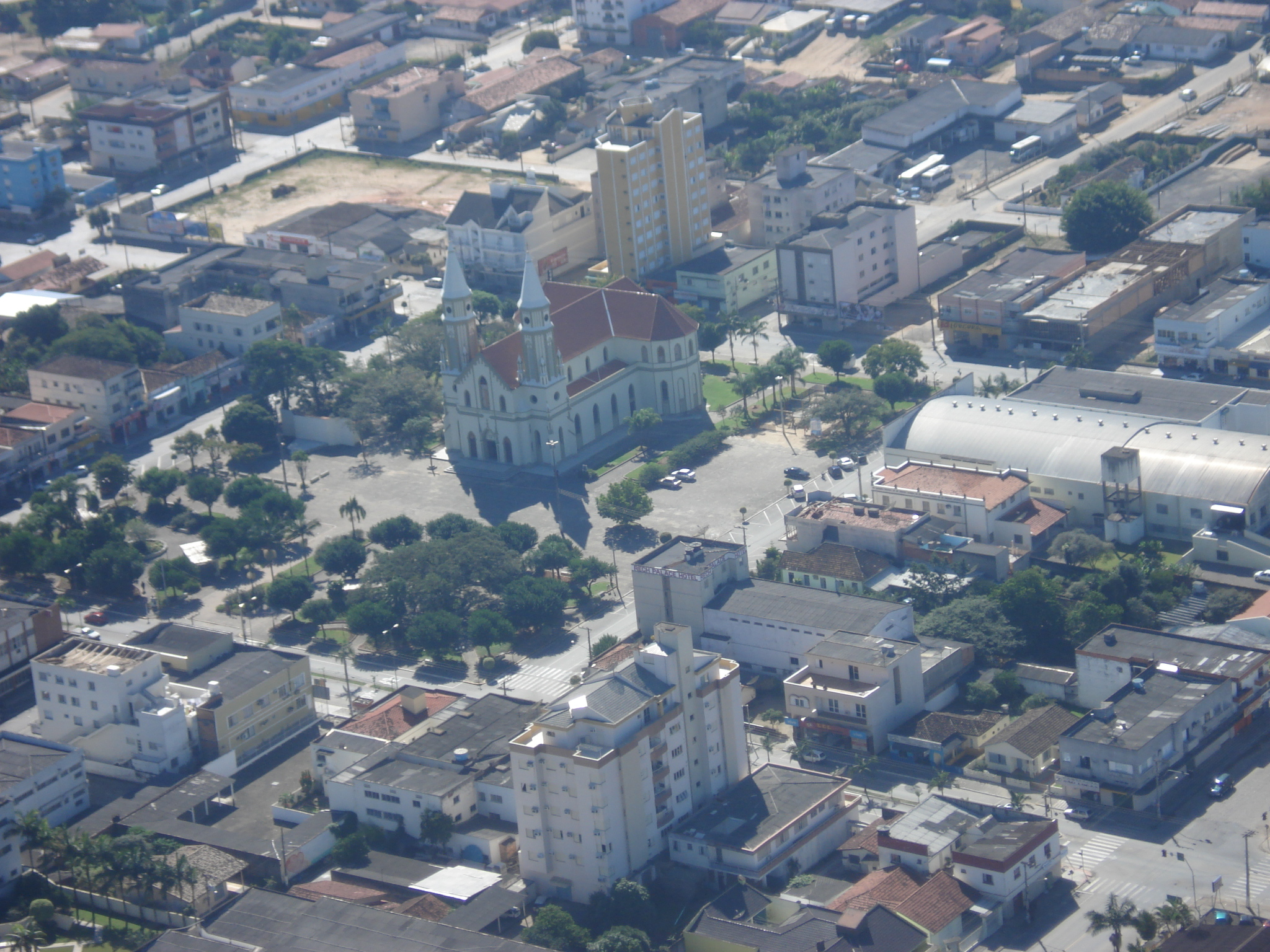
Fotografia aérea da Igreja Matriz Nosso Senhor do Bom Fim. Fotografia do bioquímico Roberto Pereira.

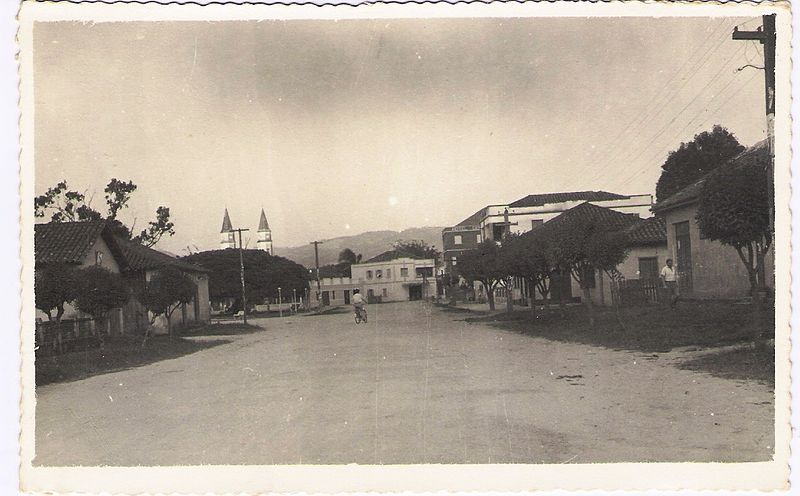
Vista da Praça Coronel Collaço, a partir da rua Jacó Batista Uliano. O sobrado de Newton de Andrade Collaço, quarta construção a partir da direita, foi concluído em 1954, de acordo com seu filho Germano Gerlach Collaço (em 5 de novembro de 2010), sendo mestre de obras Francisco Cunha.
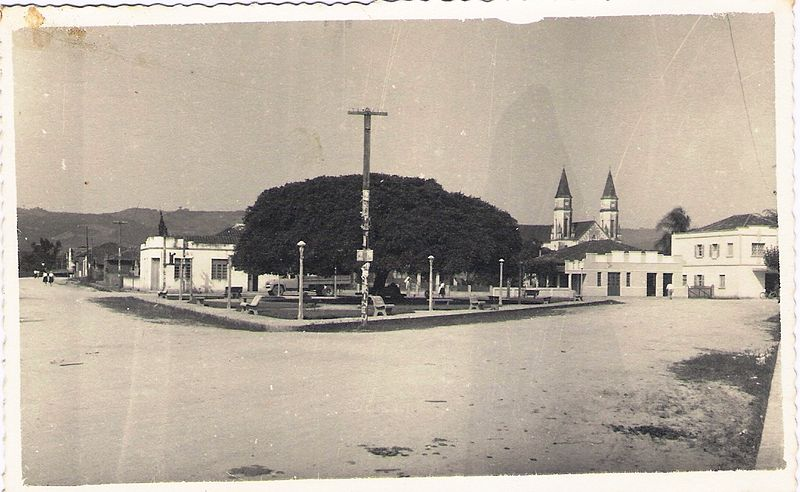
Praça Coronel Collaço, década de 1950
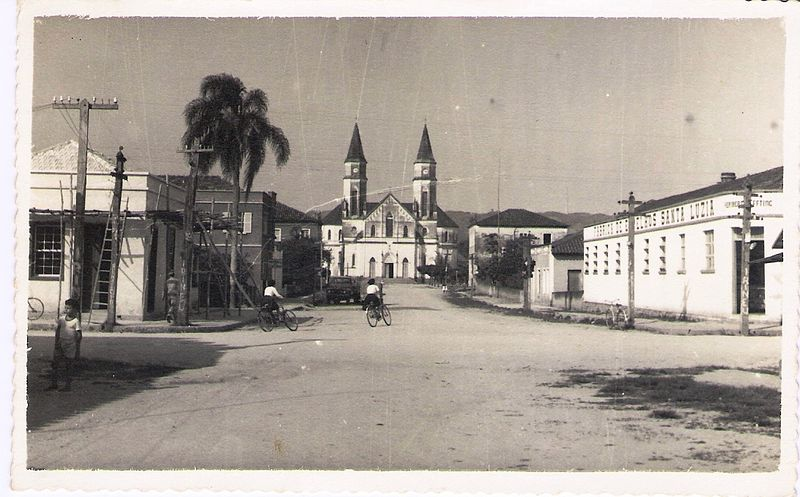
Igreja Matriz Nosso Senhor do Bom Fim, década de 1950
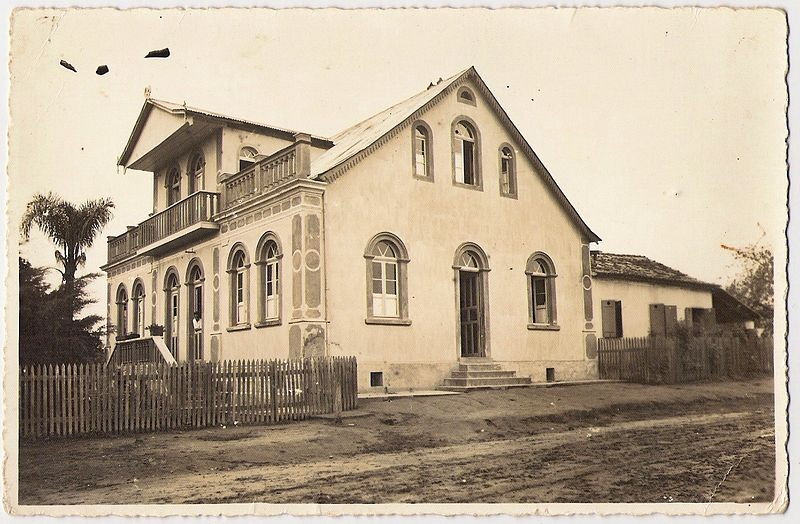
Casa paroquial do pastor Karl Schwab ("Paróquia Gustav - Adolf Braço do Norte"),[138] depois hotel e então casa das freiras do Instituto Servian, approx. década de 1930. Localizado na praça Coronel Collaço, foi demolido na década de 1970. Fotografia do acervo de Edison Westphal